# Markus Lüpertz

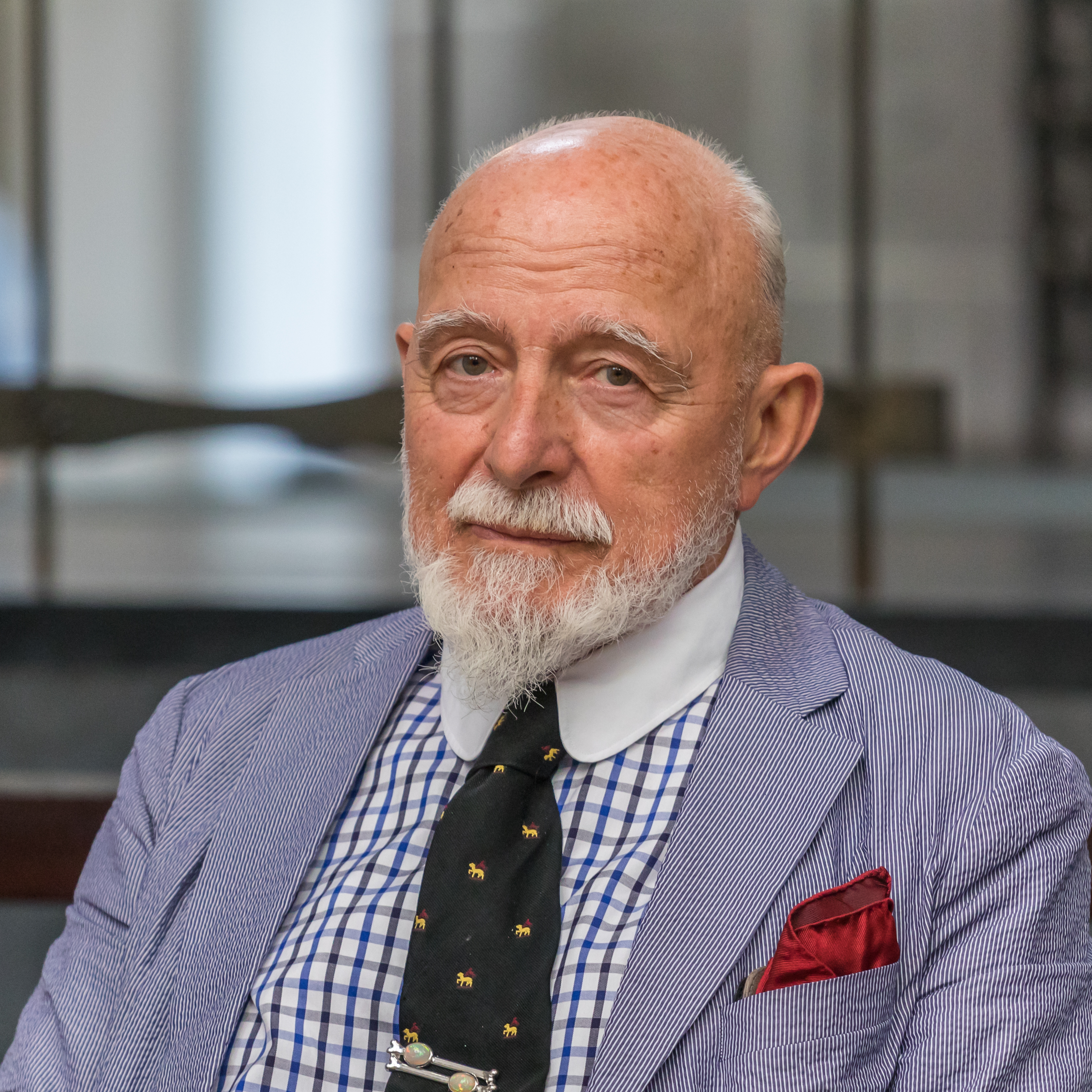
Markus Lüpertz, 2020

Markus Lüpertz (* 25. April 1941 in Reichenberg, Regierungsbezirk Aussig, Reichsgau Sudetenland, Deutsches Reich) ist ein deutscher Maler, Grafiker und Bildhauer. Er zählt zu den bekanntesten deutschen Künstlern der Gegenwart. Seine Bildgegenstände zeichnen sich durch suggestive Kraft und archaische Monumentalität aus. Lüpertz dringt darauf, den Darstellungsgegenstand mit einer archetypischen Aussage seines Daseins festzuhalten. Viele seiner Werke werden dem Neoexpressionismus zugeschrieben. Von 1988 bis 2009 war Lüpertz Rektor an der Staatlichen Kunstakademie in Düsseldorf. Die Presse stilisierte ihn zum modernen Malerfürsten.

## Leben

### Kindheit und Ausbildung

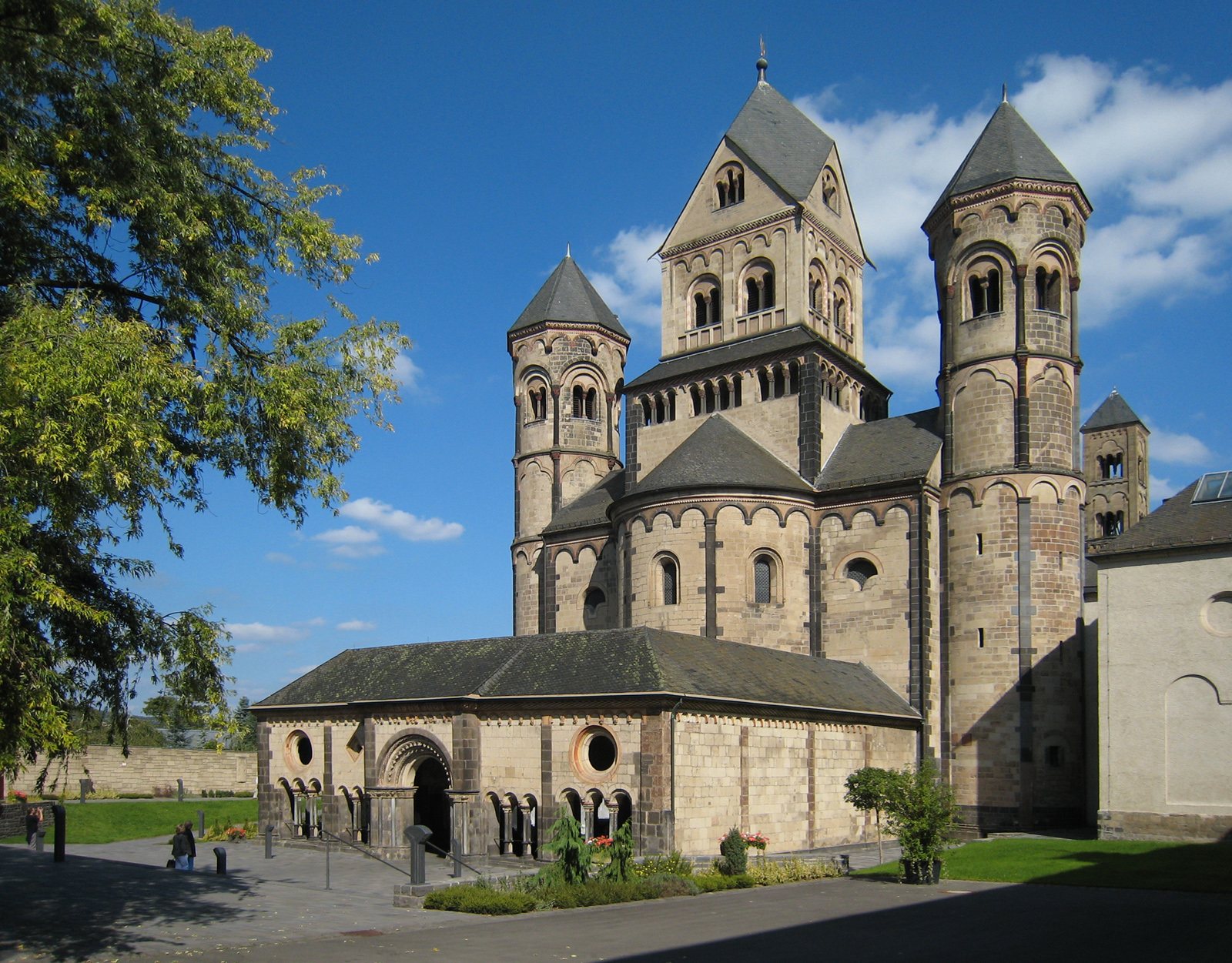
Abtei Maria Laach

1948 siedelte die Familie aus der Tschechoslowakei nach Rheydt im Rheinland über. Sein Großvater mütterlicherseits war ein Koch aus Sizilien. Aus einer Lehre als Maler von Weinflaschenetiketten wurde Lüpertz wegen mangelnden Talents entlassen. Sein zweiter Lehrherr, ein Gebrauchsgraphiker, ging pleite. Lüpertz studierte von 1956 bis 1961 an der Werkkunstschule Krefeld bei Laurens Goossens, dann folgte ein Studienaufenthalt im Kloster Maria Laach. Dort beschäftigte er sich unter anderem mit einem Kreuzigungsbild und verbrachte eine „fanatisch religiöse Zeit“. Er arbeitete während seines Studiums zwischenzeitlich unter anderem im Bergbau unter Tage, im Straßenbau und war ein Semester lang an der Kunstakademie Düsseldorf. Der kurze Akademiebesuch endete als „riesiges Fiasko“; ein Professor hätte „beinahe gekotzt“, weil Lüpertz Cowboys am Lagerfeuer malte. In einem Radio-Interview mit dem Sender SWR1 in der Sendung Leute am 4. Oktober 2013 erzählte Markus Lüpertz, eine „physische Auseinandersetzung, die sehr eskalierte“, habe damals zu seiner Exmatrikulation von der Düsseldorfer Kunstakademie geführt. „Als Ungeliebter, als Verstoßener bin ich aus diesem Haus gewiesen worden“, beurteilte Lüpertz rückblickend diese „peinliche Niederlage“ seiner Studentenzeit. Seit 1961 war er in Düsseldorf als freischaffender Künstler tätig.

### West-Berliner Bohème
Lüpertz suchte zunächst das Abenteuer und verpflichtete sich bei der französischen Fremdenlegion. Aus dieser desertierte er aber schon nach wenigen Monaten, noch bevor er nach Algerien abkommandiert werden konnte. 1962 zog er nach West-Berlin, wodurch ihm der Wehrdienst erspart blieb. In Berlin begann er seine eigentliche malerische Laufbahn. Dort gründete er 1964 zusammen mit Karl Horst Hödicke, Hans-Jürgen Diehl, Wolfgang Petrick, Peter Sorge und elf weiteren Künstlern die Selbsthilfegalerie Großgörschen 35. Die 68er-Bewegung blieb ihm trotz einschlägiger Begegnungen an den Treffpunkten der West-Berliner Bohème, unter anderem in der Kneipe Zwiebelfisch am Savignyplatz, innerlich fremd. 1969 zeigte der Baden-Badener Kunsthallendirektor Klaus Gallwitz Werke von Lüpertz in seiner Talentschau 14 × 14. 1970 erhielt Lüpertz den Villa-Romana-Preis und verbrachte im Rahmen des damit verbundenen Stipendiums ein Jahr in Florenz. In Italien waren damals nicht nur die Kunst und die Architektur des Faschismus überall gegenwärtig. Auch die Kinofilme suchten die Auseinandersetzung mit dem nationalsozialistischen Deutschland, während in der Bundesrepublik die Zeit des Dritten Reichs noch weitgehend verdrängt wurde. 1974 organisierte Lüpertz die 1. Biennale Berlin. Im Jahr darauf veröffentlichte er seinen ersten Gedichtband 9 × 9.

„ich bitte euch, lasst mich leben

verachtet die kleinkinder unseres berufes,

die amateure, die mitmacher, die frömmler

liebt den boheme, ich bin ein boheme, liebt mich

[…]“

### Lehrtätigkeit in Karlsruhe

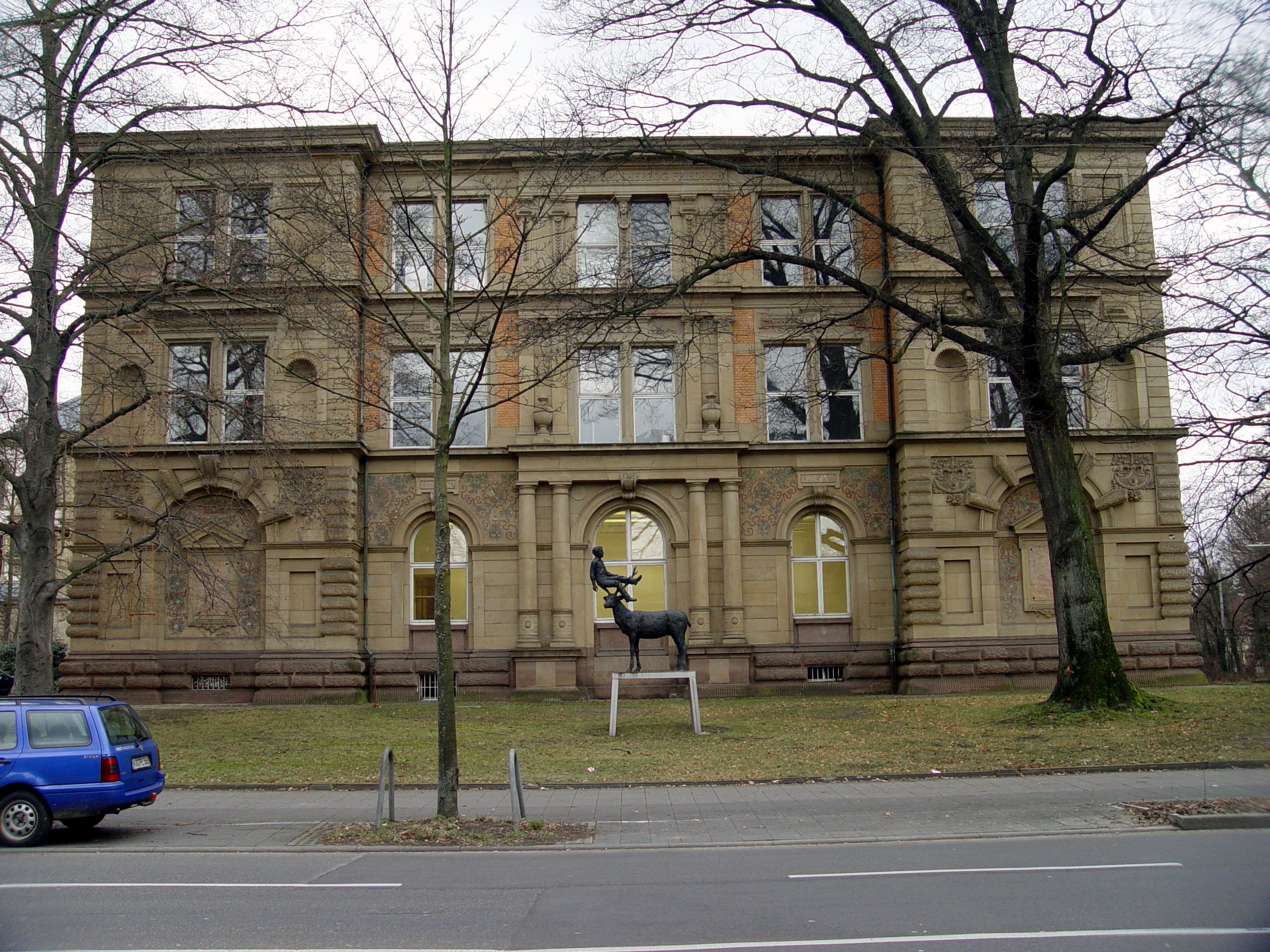
Staatliche Akademie der Bildenden Künste Karlsruhe (Hauptgebäude)

Nach einer Tätigkeit als Gastdozent 1973 nahm er 1974 die Professur für Malerei an der Staatlichen Akademie der Bildenden Künste Karlsruhe an. Die Gedichtsammlung „Und ich, ich spiele …“ veröffentlichte Lüpertz 1981, im folgenden Jahr legte er die Gedichtsammlung Ich stand vor der Mauer aus Glas vor. 1983 übernahm er eine Professur an der Sommerakademie in Salzburg. Einen Amerikaaufenthalt verarbeitete er in seinem Tagebuch New York 1984, im selben Jahr erschien auch Bleiben Sie sitzen Heinrich Heine. Bis 1986 war er Professor in Karlsruhe. Welche Bedeutung diese Jahre für ihn hatten, beschrieb er später in einem Gedicht:

„Karlsruhe war für mich die erste Freiheit

Das dunkle Berlin bestimmte mein Leben

Die kalten Nächte und ungeheizten Ateliers

Die große Straße, die Eckkneipe, die Ruhmlosigkeit

[…]

Und Karlsruhe lockte mich, den Dreißigjährigen

Und die Stadt und die Möglichkeiten knipsten das Licht an

Wärmten mich mit südlichem Charme

Und idyllischen Plätzen […]“

### Düsseldorfer Rektorat

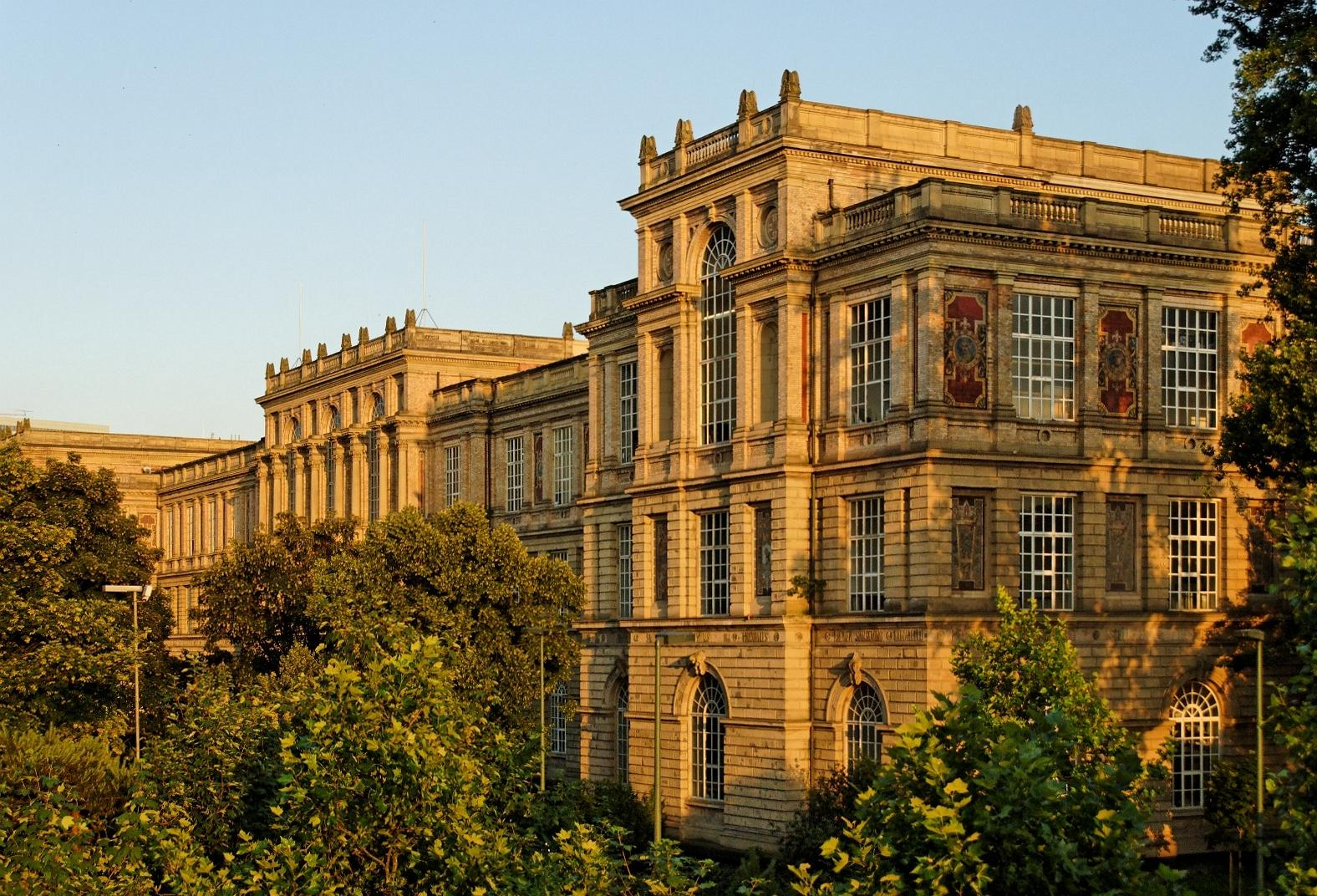
Kunstakademie nördlich der Düsseldorfer Altstadt

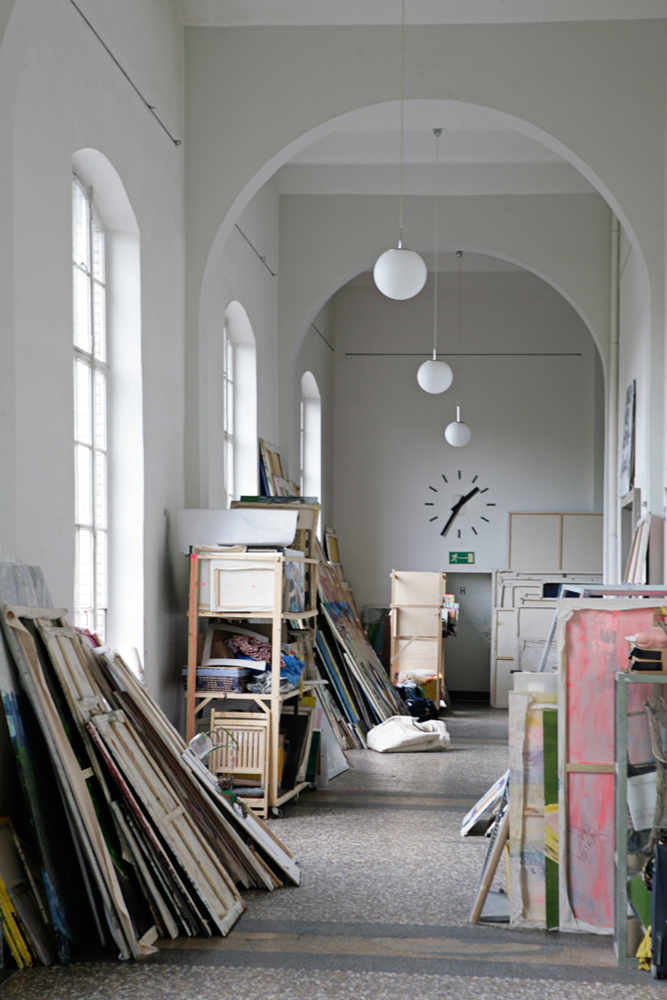
Flur der Kunstakademie

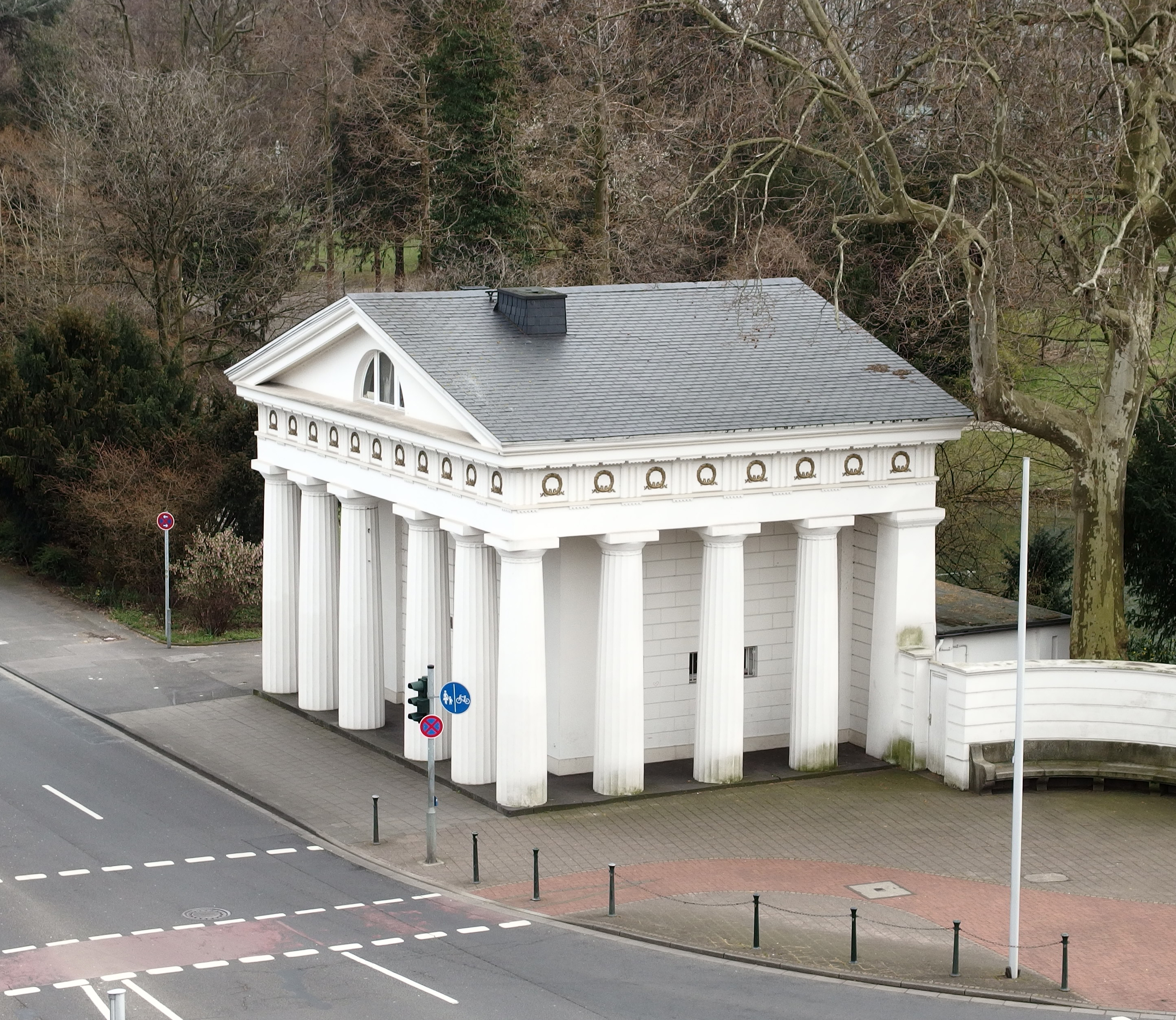
Ratinger Tor (2015)

1986 veröffentlichte Lüpertz Texte zu Camille Corot unter dem Titel Hommage à Prévost, Berthe Morisot und Trouillebert. Im selben Jahr erhielt er eine Professur an der Kunstakademie Düsseldorf, 1988 wurde er zu ihrem Rektor berufen. Er leitete in einer langen Amtszeit von über 20 Jahren eine der bedeutendsten deutschen Akademien, keine andere hat so viele Documenta-Teilnehmer hervorgebracht. Er besetzte offene Stellen an der Akademie mit international bekannten Künstlern. Dazu zählten beispielsweise A. R. Penck, Michael Buthe, Jannis Kounellis, Rosemarie Trockel, Jörg Immendorff, Jeff Wall, Georg Herold, Albert Oehlen, Tal R, Peter Doig und Tony Cragg. Lüpertz hat als Rektor trotz zahlreicher Hochschulreformen den Erhalt des Klassensystems für die Düsseldorfer Akademie und alle Kunsthochschulen Deutschlands durchgesetzt. Zur Biennale in Venedig 1993 wurde Lüpertz zusammen mit Georg Baselitz und Anselm Kiefer in den deutschen Pavillon eingeladen. Er überließ seinen Platz den anderen Künstlern, um auszustellen, wenn er zu einer Einzelpräsentation eingeladen würde. Walter Grasskamp charakterisierte Lüpertz:

„Seine gewinnende Freigiebigkeit ist daher nicht ohne doppelten Boden; wer von ihm beschenkt wird, ahnt, zugleich jovial beleidigt worden zu sein, würde letzteres aber auch kaum übelnehmen können. Denn es ist schwer, sich dem poltrigen Charme, der spielerischen Aggressivität und der durchtrainierten Eitelkeit dieses betriebsamen Dogmatikers zu entziehen, der es schätzt, wenn man ihn unterschätzt, weil es ein weiterer Anreiz ist, seine Stärken unter Beweis zu stellen – und sei es auch nur auf die degoutante Art einer handfesten Schlägerei, die sein Gegenüber keineswegs schont.“

Im Jahr 2005 räumte Lüpertz seine Düsseldorfer Werkstatt frei, um dort zum 60. Geburtstag seines erkrankten Malerfreundes Jörg Immendorff eine Feier zu veranstalten. Auch mit anderen Kollegen wie Baselitz, Kiefer und A. R. Penck pflegt er freundschaftlichen Umgang. Seine Position in diesem Künstlerkreis beschrieb Lüpertz: „Nehmen wir Baselitz. Ich habe ihm mal gesagt: Georg, du bist der größte lebende Maler, den ich kenne. Aber das Genie bin ich. Infolgedessen kann ich damit blendend leben. Deswegen kann ich mich auch über jeden Erfolg meiner Kollegen freuen.“ Gegen Ende seines Rektorats wurde Lüpertz vorgeworfen, er habe es versäumt, eine zweite Foto-Klasse an der Düsseldorfer Akademie einzurichten, und damit die neuen Medien im Vergleich zu den traditionellen Fächern Skulptur und Malerei vernachlässigt. Im Juni 2009 wurde Lüpertz verabschiedet, sein Nachfolger als Rektor wurde Tony Cragg.
Von 2008 bis 2017 hatte Lüpertz sein Atelier im südlichen Torhaus des Ratinger Tors. 2009 wurde Lüpertz in die Nordrhein-Westfälische Akademie der Wissenschaften und der Künste gewählt.
Seit 2014 ist er Dozent an der Akademie der Bildenden Künste an der Alten Spinnerei.
2021 tritt Markus Lüpertz erstmals als Theaterregisseur in Erscheinung. Er inszeniert mit La Bohème eine Oper am Staatstheater Meiningen und zeigt sich hier auch für das Bühnenbild und die Kostüme verantwortlich. Das von ihm entworfene Bühnenbild besteht aus 33 Teilen, die beiden größten Prospekte für den Bühnenhintergrund fertigt er selbst im Malsaal des Theaters an.

### Der Maler als Freigeist
Lüpertz lebt und arbeitet in Berlin, Karlsruhe, Düsseldorf und Florenz. Sein Atelier hat er in Teltow. Er ist verheiratet und hat fünf Kinder. Lüpertz konvertierte zum katholischen Glauben.

„Gott ist für mich als Katholik die Projektion alles Guten, alles Wissens. Alles, was wir uns zusammengetragen haben an Sein, bis hin zu den wunderbaren Geschichten in der Bibel. Deswegen ist die Religion wichtig, weil sie den Glauben verlangt an Ideale, Ungereimtheiten, Unglaubwürdiges. An diesen großen Traum zu glauben, so unrealistisch er ist, finde ich wunderbar. […] Schauen Sie sich doch nur die Kirche an, allein die Deckengemälde, die Mosaiken, die Glasfenster. Die katholische Kirche ist für mich die bildnerisch Aufregendste. Das Hausgemachte, das Eingemachte, das Selbsterfundene, das Selbstbetriebene ist die katholische Kirche, und die Menschen waren bereit, daran zu glauben. Jetzt haben wir das Gegenteil […]“

Neben seiner Tätigkeit als Maler und Bildhauer widmet sich Lüpertz dem Free Jazz, unter anderem am Klavier. Gelegentlich gibt er Konzerte zusammen mit professionellen Musikern. Er gibt die von ihm gegründete Kunst- und Literaturzeitschrift Frau und Hund heraus, in der er auch eigene Lyrik und Prosatexte veröffentlicht. „Abseitige Texte mit abstrusen Privatphilosophien finden sich ebenso wie originelle Beiträge nicht ohne Anmut und Witz.“ Auch auf seine körperliche Leistungsfähigkeit achtet Lüpertz. Er macht jeden Morgen Liegestütze und fährt mit dem Rennrad. Bis 2006 spielte er in seiner eigenen Mannschaft „Lokomotive Lüpertz“ Fußball, was er dann aber wegen eines Autounfalls aufgab; er war beim Fahren eingeschlafen. Lüpertz plante in der ehemaligen Villa des Bankiers Henckel am Pfingstberg in Potsdam eine private Kunstakademie. Im Herbst 2010 sollte der Studienbetrieb der Akademie Souci GmbH Markus Lüpertz Potsdam eröffnet werden. Das Projekt sagte Lüpertz ab. Auf die Frage, wie man sich selbst erfindet, antwortete Lüpertz:

„Man schaut in den Spiegel und prüft ein paar Dinge: In welcher Familie stecke ich drin, inwieweit bin ich von diesen Geschichten abhängig, bin ich abhängig von dem, was der Vater war, wurde ich geliebt oder nicht geliebt? Man registriert ein paar Verletzungen und auch das Glück, auch die guten Sachen. Und dann beschließt man, unabhängig zu sein, damit fängt es an. Man schließt einen Pakt mit sich selbst: Man will nicht mehr hässlich sein, man will nicht mehr dick sein, man will nicht mehr dumm sein, man will nicht mehr der Junge sein, der wenig Geld hatte. Man erfindet Vorteile selbst. So entschloss ich mich, ein schöner Mann zu sein und ein Genie. Ich trainierte meinen Körper und meinen Geist. Ich musste mir alles selbst erobern, die Entscheidungen eines freien Geistes.“

## Werke (Auswahl)

### Malerei
Markus Lüpertz schuf um 1960 die ersten Gemälde. Im Gegensatz zu den vorherrschenden abstrakten Tendenzen in der Malerei seiner Zeit gestaltete der junge Lüpertz einfache gegenständliche Motive in expressiver Manier. Seine frühen Werke zeigen häufig eine kraftvolle Bildwelt mit monumentalen Darstellungen gegenständlicher Formen. Das Ende der Malerei war seit dem Beginn der Moderne mehrfach ausgerufen worden, trotzdem hielt Lüpertz an seinem Metier fest. In seiner Malerei verband er Widersprüchliches. Als spürbaren Zwiespalt nahm er den Zweifel der Moderne an der Tradition in seine Bildkonstruktionen hinein und suchte den Weg aus der damals übermächtigen Abstraktion. 1962 entwickelte er in Berlin seine „dithyrambische Malerei“ und begann die Mickey Mouse-Serie sowie ein Jahr später die Donald Duck-Serie.

„Es fing 1962 an mit den ersten Bildern wie der Mickey Mouse-Serie, die noch jene aus dem Tachismus
sich entwickelnde, ungebrochene Farbigkeit hatten. Sie setzten sich mit ihrer Zeit auseinander, indem
sie Farbigkeit, Wiederholbarkeit und Banalität von Comics übernahmen. Damit waren sie kein vom
Intellekt gesteuertes Informel, sondern sie spielten mit der Vordergründigkeit der Comics. […] Diese
Bilder sprachen durch Kontraste und wandten sich gegen jede Form von Dreidimensionalität.“

1964 folgte anlässlich der Eröffnung der Galerie Großgörschen 35 die Ausstellung Dithyrambische Malerei. Den Begriff entnahm er den Dionysos-Dichtungen Friedrich Nietzsches. Die Dithyrambe ist vom griechischen Dithyrambus abgeleitet. Es handelt sich um ein leidenschaftlich erregtes, stürmisches Loblied auf den Gott Dionysos. In übertragener Bedeutung meint es einen begeisterten Lobgesang. Bei der Dithyrambe geht potenziell alles ineinander über, es gibt nichts Isoliertes. Lüpertz verbindet die Gegensätze von Gegenständlichkeit und Abstraktion zu einer Synthese. Er lässt abstrakte tektonische Gebilde im Bildraum schweben. In seinen dithyrambischen Bildern sieht man den Rausch und den Realismus. Die Kunst soll als großer, apollinisch-disziplinierter Rausch erlebt werden. Das malerische Universum sieht Lüpertz von einem durchgängigen Rhythmus geprägt, dem sich alles unterordnet. Zwei Jahre später erschien Kunst, die im Wege steht. Dithyrambisches Manifest, dem 1968 ein zweites Manifest unter dem Titel Die Anmut des 20. Jahrhunderts wird durch die von mir erfundene Dithyrambe sichtbar gemacht folgte.

„Die Anmut des 20. Jahrhunderts wird durch die von mir erfundene Dithyrambe sichtbar gemacht. Der Farbe keine Chance einräumen zu vertuschen, sich in den Vordergrund zu schieben oder Sand in die Augen zu streuen. Nichts darf vertuscht werden, alles soll sichtbar bleiben, die Ehrlichkeit ist gefordert. Die schöne Farbe ist gefährlich, da sie hilft.“

Unter dem sich ausbreitenden Wirtschaftswunderwohlstand in den 1960er Jahren blieben Angst und Todesbewusstsein als Nachhall des Krieges im Werk Lüpertz hörbar. 1969 bis 1977 malte er in Auseinandersetzung mit der deutschen Geschichte vorwiegend deutsche Motive, nämlich symbolträchtige Gegenstände wie Stahlhelme, Schaufeln, Fahnen oder monumentale Geweihe in großen Formaten. Die Gemälde sind mit erdigen Farben ausgeführt und thematisieren das nicht bewältigte deutsche Nationalpathos. Es werden unheilvolle Erinnerungen an das Dritte Reich und den Nationalsozialismus heraufbeschworen. Aber durch „die Verbindung mit amorphen Gegenständen und einer offenen, malerischen Pinselführung werden die ehemaligen Symbole der Macht ihrer Aura beraubt. Letztlich bleiben tote Klischees, deren literarische Konnotationen vom Pinsel des Künstlers weggewischt werden. Die Werke sind irritierend, ihr formales Pathos erweist sich als Paradox der inhaltlichen Bedeutung.“ 1977 gab er dieses Sujet auf. Es folgte von 1977 bis 1984 die Phase der Stil-Malerei, die sich an der abstrakten Malerei der 1950er Jahre orientierte. Seine Gemälde aus dieser Zeit sind von Motiven fast gänzlich befreit, das Spiel mit flächen- und volumenbildenden Formen und der Reichtum an malerischer Oberfläche werden fruchtbar genutzt.
Diese Tendenzen enden zugunsten einer neuen Gegenständlichkeit und Räumlichkeit. In dieser Phase entstanden die Serienbilder, die er mit Zitaten aus der Kunstgeschichte betitelte. In dem Werkabschnitt der Jahre 1985 bis 1990 widmete sich Lüpertz unter anderem den von ihm verehrten Meistern Jean-Baptiste Camille Corot und Nicolas Poussin. „Wenn Lüpertz sich auf Poussin beruft, bedeutet dies, neue Rhythmen für den Bildkörper oder, wie Poussin sagte, das Tableau zu finden, die sich danach erst inhaltlich deuten ließen. Nicht Realismus, sondern eine strikte Künstlichkeit entsteht aus dieser Strategie, eine Malerei parallel zur Natur und zur eigenen Zeit“.
Zu seinen bekanntesten Werken gehört die von 1993 bis 1997 entstandene Bildfolge Männer ohne Frauen – Parsifal. In dieser umfangreichen Serie hielt Lüpertz an einem einzigen Thema fest: dem frontalen männlichen Gesicht, das häufig weinend dargestellt wird. Parsifal verweist auf den Helden in der letzten Oper Richard Wagners, auf die weibliche Versuchung und Erlösung in einer Männerwelt. Zugleich lässt sich das Thema mit der Einsamkeit des Malers im Atelier in Zusammenhang bringen.
Neuartig sind seine ab 1997 entstandenen Landschaftsbilder, die sich vom bisherigen Werk absetzen und durch eine flüchtigere Komposition auszeichnen. 1999 entstand der Zyklus Vanitas, im folgenden Jahr wurde der Zyklus Vesper erstmals gezeigt. Für das Foyer des neuen Bundeskanzleramts in Berlin schuf Lüpertz 2001 das Wandbild Die sechs Tugenden. Auf den monochromen Gemälden ist außer Farben nichts zu sehen. Lüpertz griff auf alte ikonologische Konzepte zurück, die den Herrschertugenden bestimmte Farben zuordneten. Maßgebliche Inspirationsquelle war dafür die Iconologia von Cesare Ripa. Die farbigen Wände umgeben die Skulptur Die Philosophin.

### Skulpturen

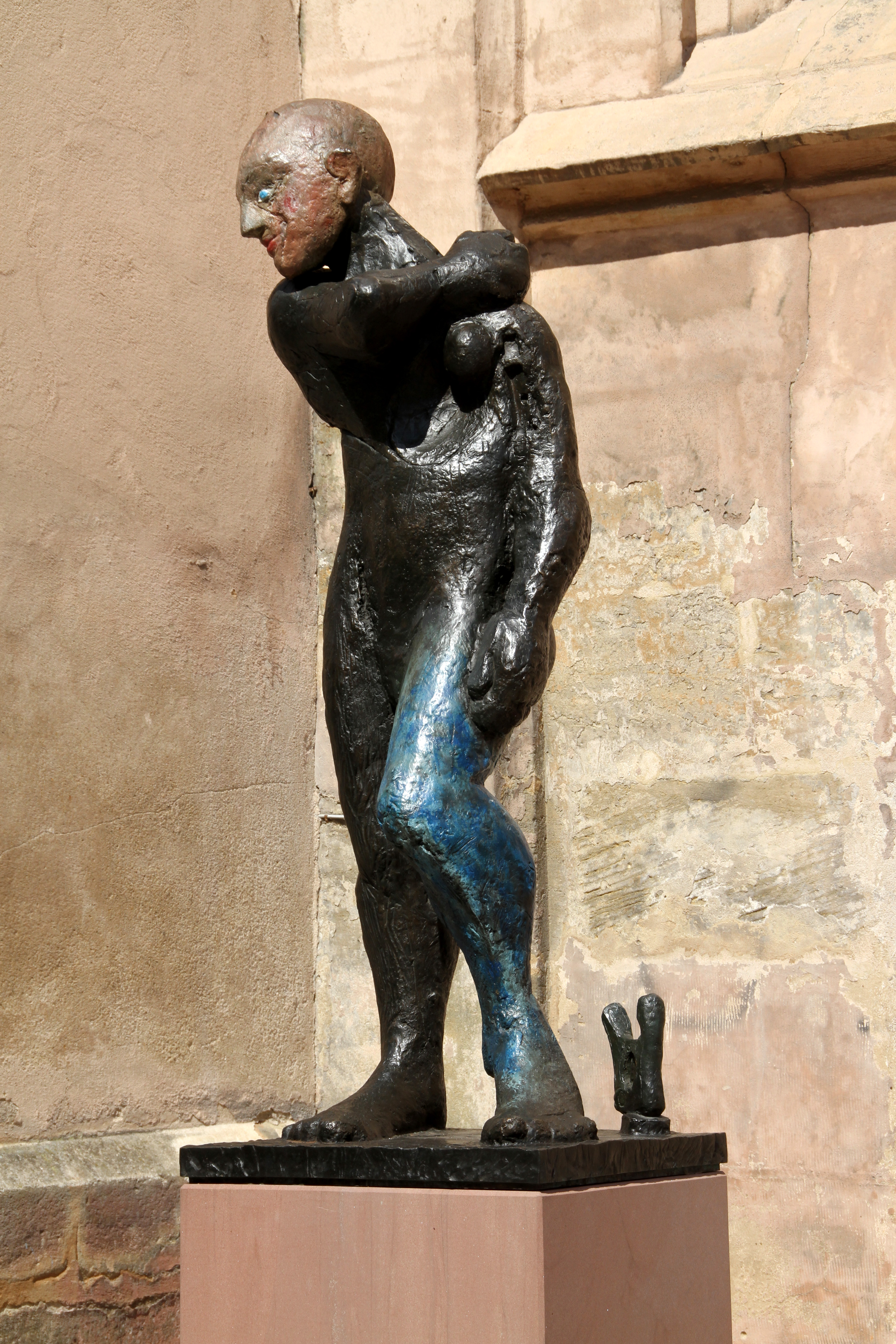
Apoll in Bamberg

Seit 1980 entwarf Lüpertz auch Bühnenbilder und Skulpturen. Für eine Nische in der Alten Oper in Frankfurt schuf er 1989 die Figur des Apoll, dessen angewinkelter rechter Arm auf die linke Schulter nach einem Pfeil greift. Er wurde in einer Auflage von sechs Stück gegossen. In Karlsruhe an der Bannwaldallee findet sich die Brückenskulptur Die Hässliche erschrickt die Schöne von 1990. In der Berliner Kantstraße liegt Der gestürzte Krieger, die 3,00 m lange Bronze eines Gefallenen mit Helm und Schild. Der Park von Schloss Bensberg erhielt im Jahr 2000 ein Ensemble von drei Skulpturen. 2001 wurde die Bronze Die Philosophin im Foyer des neuen Berliner Bundeskanzleramts aufgestellt; es handelt sich um eine monumentale weibliche Skulptur von 1998. „Lüpertz gestaltete sie als Aktfigur und brachte dadurch die Ikonographie der allegorisierten Philosophie mit der Allegorie der ‚nackten Wahrheit‘ in überraschenden Kontakt“.
Ebenfalls 2001 erhielt Lüpertz den Auftrag zu der Skulptur Daphne, die 2003 in einer Auflage von drei Exemplaren gegossen wurde. „Bei Lüpertz wird Daphne zur triumphierenden Heldin und Siegerin über Apoll. Das Thema beschäftigt den Künstler auch nach der Vollendung der Monumentalskulptur weiter. Die in Bronze gegossenen Bozzetti zeigen das Verschmelzen von Skulptur, Malerei und Zeichnung und repräsentieren damit die Überwindung gattungsspezifischen Schaffens und künstlerischen Denkens. Ebenso verdichten sich die Motive in den Zeichnungen zu den Daphne-Werkgruppen und den damit verknüpften Arbeiten zum Thema Stand- und Spielbein zu komplexen, sich ins Räumliche öffnenden Strukturen.“ 2005 wurde von Lüpertz der Adler im Bundesgerichtshof in Karlsruhe angebracht und die Plastik Mozart – Eine Hommage in Salzburg aufgestellt.+
Zwei Jahre später folgte der Mercurius vor dem Post Tower in Bonn und 2009 ein Apoll auf dem Elisabethenplatz in Bamberg. Die Laudatio bei der Enthüllung des 1,88 m hohen Apoll am 4. Mai 2009 hielt Gerhard Schröder, der mit Lüpertz befreundet ist. Zu Füßen des Apoll liegt eine kleine Leier, an der er zu erkennen ist. Er ist ein Beispiel für Lüpertz’ Auseinandersetzung mit klassisch-antiken Gestaltungsprinzipien. Der Apoll zeigt die Haltung Standbein-Spielbein. Die Bemalung der Bronze erinnert ebenfalls an die griechische und römische Zeit. Zugleich zitiert Lüpertz bei seinen Kunstwerken Gestaltungsprinzipien der kubistischen, expressionistischen und afrikanischen Kunst. In seinen Skulpturen spiegelt sich die Einfachheit des Archaischen wider, wobei Lüpertz traditionellen Methoden verhaftet bleibt: Nur das Unbewusste könne neu sein. Die Mittel der Darstellung sollen nach Lüpertz handwerklich konventionell bleiben, da sonst dem Unbewussten der Raum genommen werde. Lüpertz ließ deshalb fast alle Skulpturen in Bronze gießen. Dieses Material komme dem Ausdruck des klassisch Schönen entgegen, obwohl seine Figuren vordergründig teilweise zerstört und versehrt wirken. Es verbinden sich das Dionysische mit dem Apollinischen, der Betrachter ahnt die „göttliche Grausamkeit“, die im Archaischen noch in Einheit gedacht wird.

„Es gibt keine bildende Kunst, die nicht irgendwann einmal in einem Tempel zuhause war. Jeder Säulenstumpf ist der Anfang eines Baumes von Munch, und der wiederum der Arm bei Beckmann.“

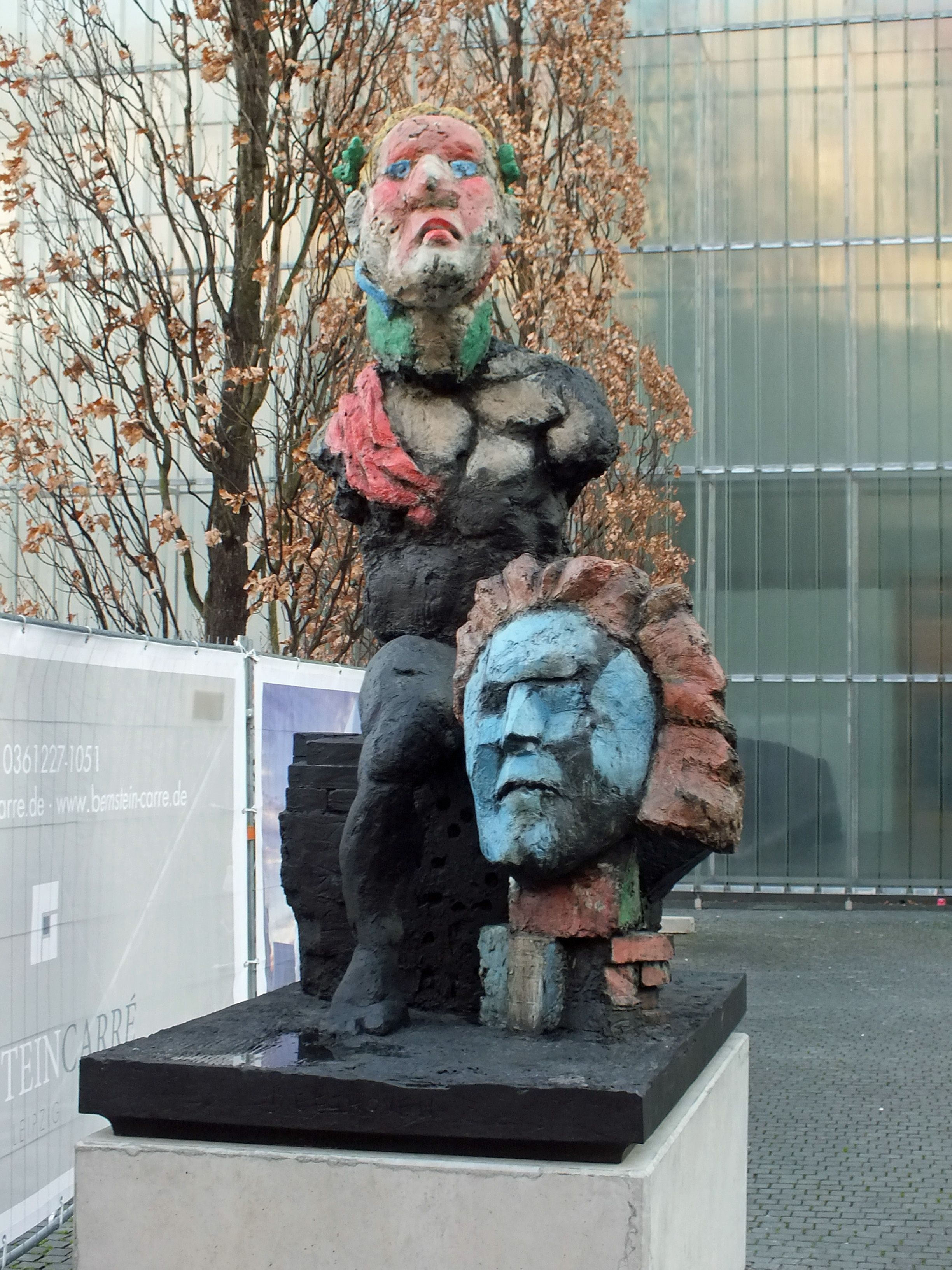
Beethoven in Leipzig (2015)

Im Gelsenkirchener Nordsternpark wurde 2010 der 18 Meter hohe und 23 Tonnen schwere Herkules eingeweiht, den Markus Lüpertz auf einem Förderturm der einstigen Zeche Nordstern hat aufstellen lassen. Die Skulptur entstand in über einjähriger Arbeit aus 244 einzelnen Aluminiumgussteilen, Haare und Bart des Herkules wurden blau eingefärbt. Der Nordsternturm und die Skulptur ragen über hundert Meter hoch in den Himmel.
Im Bonner Stadtgarten wurde 2014 auf einem ein Meter hohen Sockel eine 2,70 m hohe Bronzeskulptur Ludwig van Beethovens aufgestellt. Die Skulptur steht am Rhein in der Nähe jener Gasse, in der Beethoven seine Kindheit verbrachte. Ein weiterer Guss der Beethovenstatue mit anderer Bemalung wurde im Dezember 2015 vor dem Museum der bildenden Künste in Leipzig enthüllt, der einige Kritik hervorrief und vom Volksmund als „Knethoven“ bezeichnet wurde.

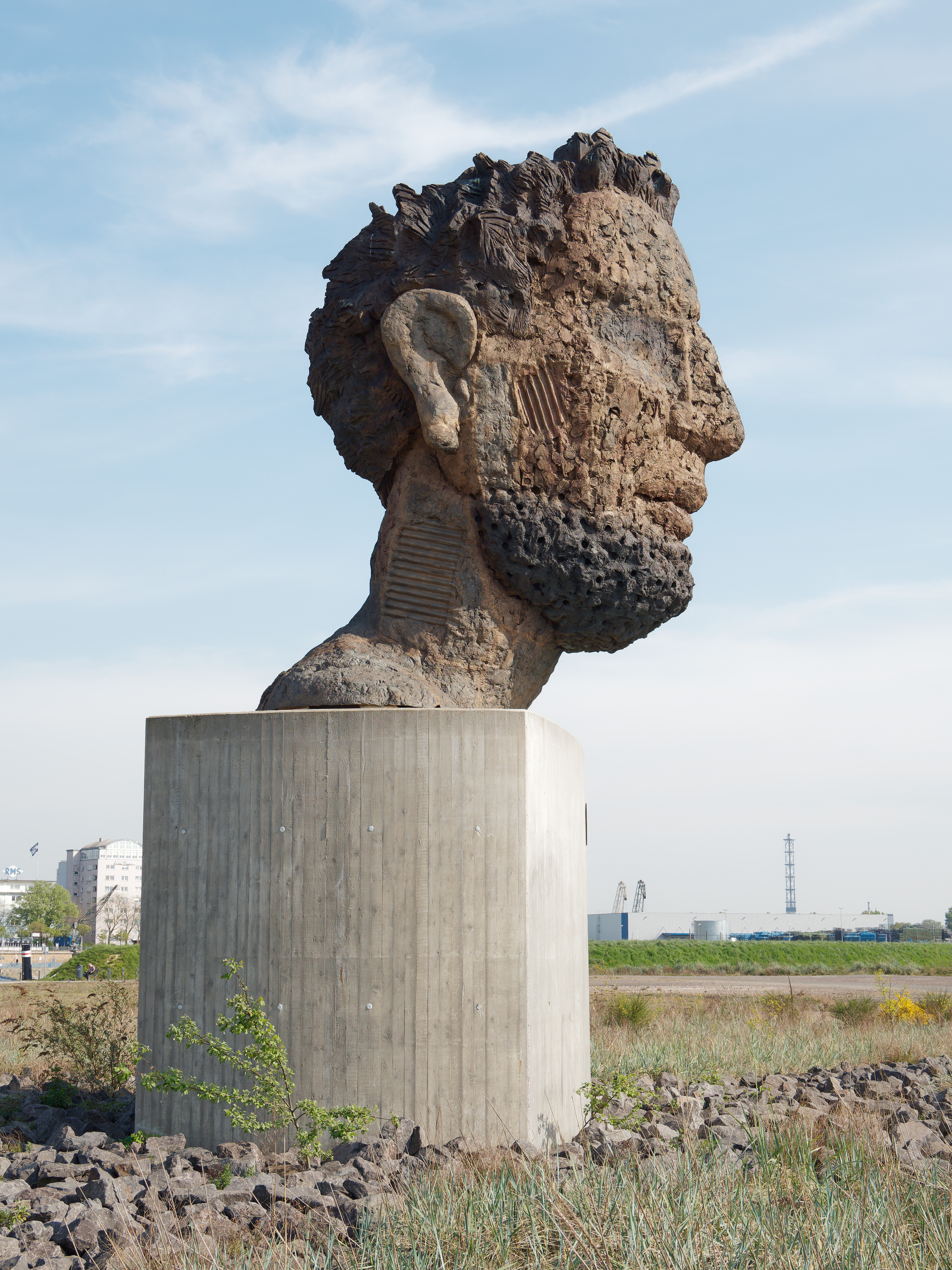
Echo des Poseidon

Im Mai 2016 wurde in Duisburg-Ruhrort, am Zusammenfluss von Rhein und Ruhr, eine sechs Meter hohe Bronze-Statue mit Namen Echo des Poseidon eingeweiht. Die 11 Tonnen schwere Statue steht auf einem 4,5 Meter hohen Sockel auf der Mercatorinsel an der Zufahrt zum Duisburger Binnenhafen.
14 großformatige Keramikplatten des Kunstprojektes Genesis – Sieben Tage des Herrn fertigte Lüpertz für die Haltestellen im Karlsruher Stadtbahntunnel. Dies sollte zunächst mit der Karlsruher Keramikmanufaktur Majolika geschehen, die den Auftrag jedoch abgab. Sie entstanden nun in der Zeller Keramik Manufaktur. Die Keramikplatten wurden am 27. April 2023 enthüllt.

### Kirchenfenster
Im kirchlichen Auftrag entwarf Lüpertz mehrere Glasfenster. 1989 bis 1990 schuf er Fenster für die französische Kathedrale Saint-Cyr-et-Sainte-Julitte in Nevers. 2007 wurden sieben Glasfenster für den Makkabäerchor im südlichen Querhaus der Kölner Dominikanerkirche St. Andreas vollendet, 2010 fünf Fenster im gegenüberliegenden nördlichen Marienchor fertiggestellt. Auch für Kirchenfenster in der Lübecker Marienkirche lieferte Lüpertz die Vorlagen.
Im Juli 2012 stellte er Entwürfe für sieben Fenster der Dorfkirche in Landsberg-Gütz vor. Es handelte sich um eigenständige Ergänzungen schadhafter Fenster, die aus dem frühen 20. Jahrhundert stammten und Porträts von Petrus, Paulus, Martin Luther sowie Melanchthon zeigten. Lüpertz schuf darüber hinaus zwei völlig neue Darstellungen auf den Seitenfenstern, die vom Kirchenvorstand als Themen Der Wiederaufbauer und Der Wegschauer vorgegeben waren. Sie beziehen sich auf die jüngere Geschichte des Ortsteils Gütz der Gemeinde Landsberg. Am Reformationstag des Jahres 2013 weihte die Gemeinde die neuen Kirchenfenster festlich ein.
Im Jahr 2016 erhielt Lüpertz den Auftrag, zwei Fenster für die Evangelische Marienkirche in Lippstadt zu gestalten. Es handelt sich um eine Ergänzung des teilzerstörten Luther-Fensters aus dem Jahre 1883 sowie ein neu geschaffenes Fenster anlässlich des Jubiläums „500 Jahre Reformation“. Das Reformationsfenster zeigt eine abstrakte Person und soll den Reformator in jedermann symbolisieren. Das Fenster ist mit der Liedzeile „Der Himmel geht über allen auf“ von Wilhelm Willms untertitelt. Die Fenster wurden am 12. November 2017 der Gemeinde offiziell vorgestellt.
Lüpertz bezeichnete es in diesem Zusammenhang als einen der schönsten und beglückendsten Momente für einen Künstler, mit dem Licht zu malen. Die Kirche sei ein Ort, der die Kunst bewahre, denn Werke ließen sich nicht wie in einem Museum einfach abhängen. Seine Kirchenfenster versteht Lüpertz als zeitgenössische Kunst, aber sie seien in der Auseinandersetzung mit und in der Erfahrung von Tradition entstanden.
Zwischen 2019 und 2022 schuf er einen Zyklus von acht Glasfenstern für die seit 1330 bezeugte und seit 1404 der Elisabeth von Thüringen gewidmete Elisabethenkapelle in Bamberg. Sie zeigen Szenen aus dem Leben der Heiligen, in Verbindung mit den sieben Werken der Barmherzigkeit aus der Bibel. Die Idee für diese Ausstattung mit den neuen Fenstern entstand während der Einweihung der vor der Kapelle stehenden Skulptur „Apoll“.
Für die Marktkirche Hannover St. Georgii et Jacobi gestaltete Lüpertz das 13 Meter hohe Reformationsfenster, über dessen Motiv kontrovers diskutiert wurde. Das Fenster wurde am Reformationstag 2023 im Rahmen eines feierlichen Gottesdienstes eingeweiht.
Seit Juli 2023 befinden sich neue Kirchenfenster gestaltet von Markus Lüpertz in St. Ulrich in Regensburg. Die neuen Glasfenster sind die ersten Exponate des derzeit neu konzipierten Museums St. Ulrich des Bistums Regensburg, das 2026 als besonderer Ort des Museumsquartiers am Dom eröffnet wird. Spender haben die Verwirklichung der Idee der Künstlerfenster in Kooperation mit der Galerie ArtAffair möglich gemacht. Getragen wurde das Projekt vom Domkapitel Regensburg mit Unterstützung des Freistaats Bayern als Eigentümer von St. Ulrich.

## Galerie

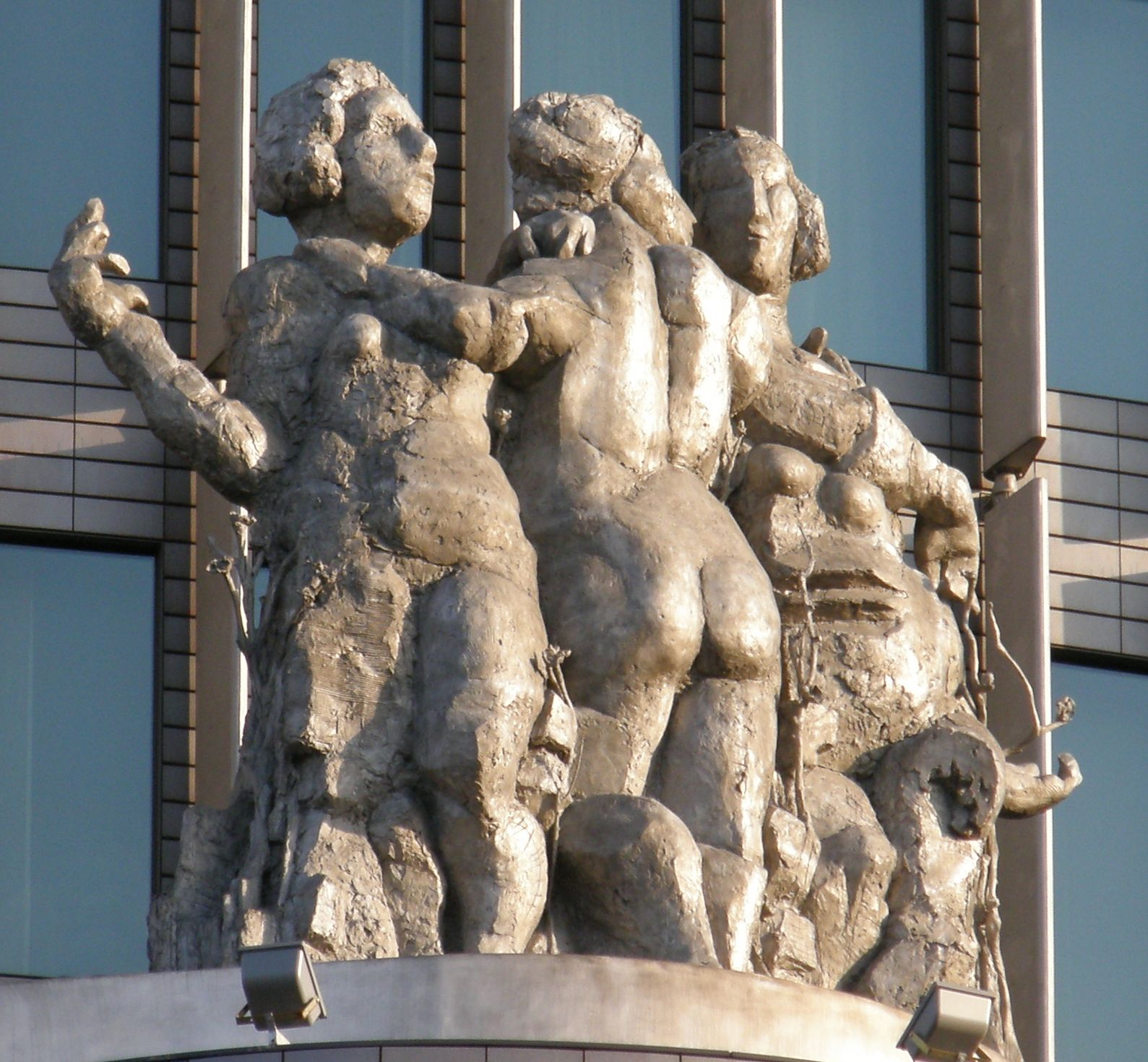
Das Urteil des Paris (Teil)
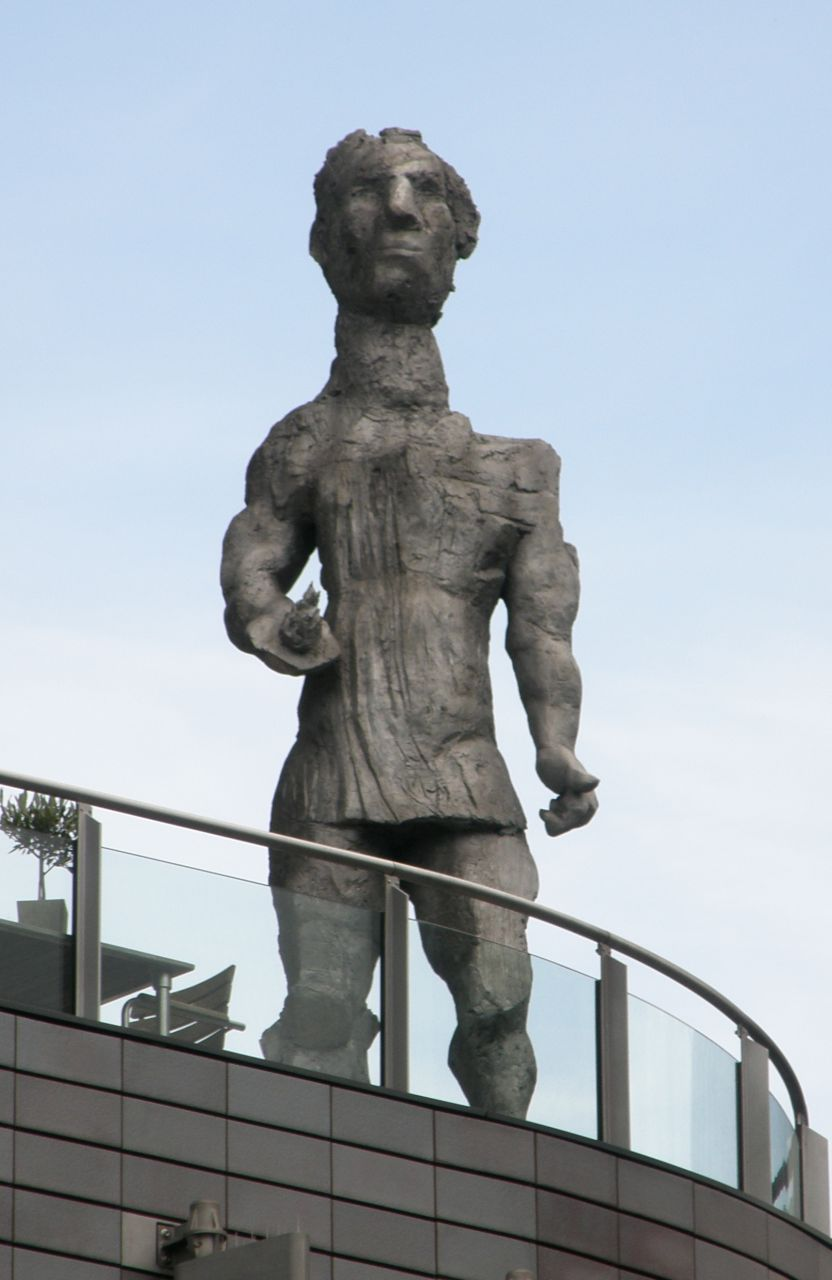
Das Urteil des Paris (Teil)
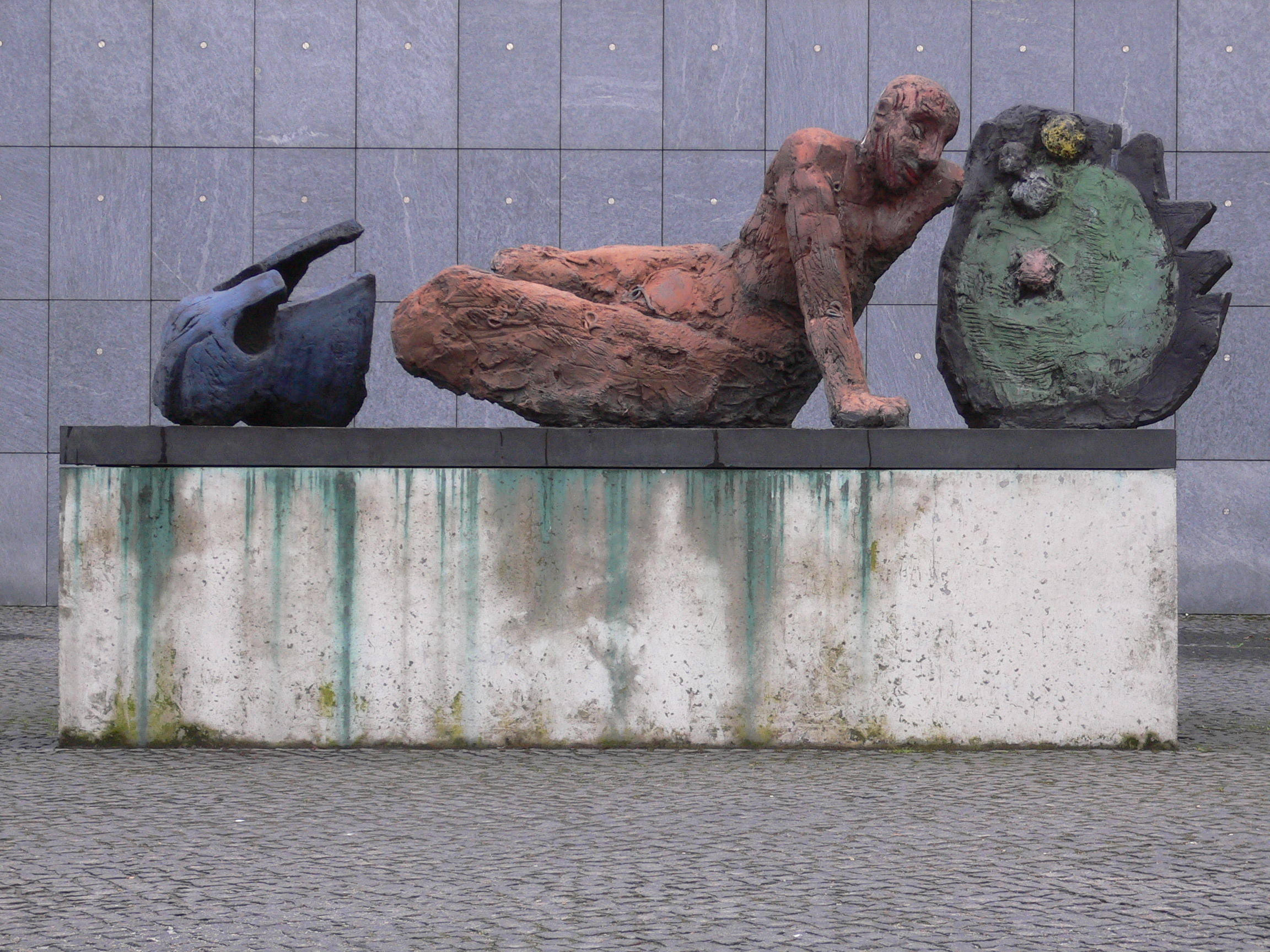
Der gestürzte Krieger
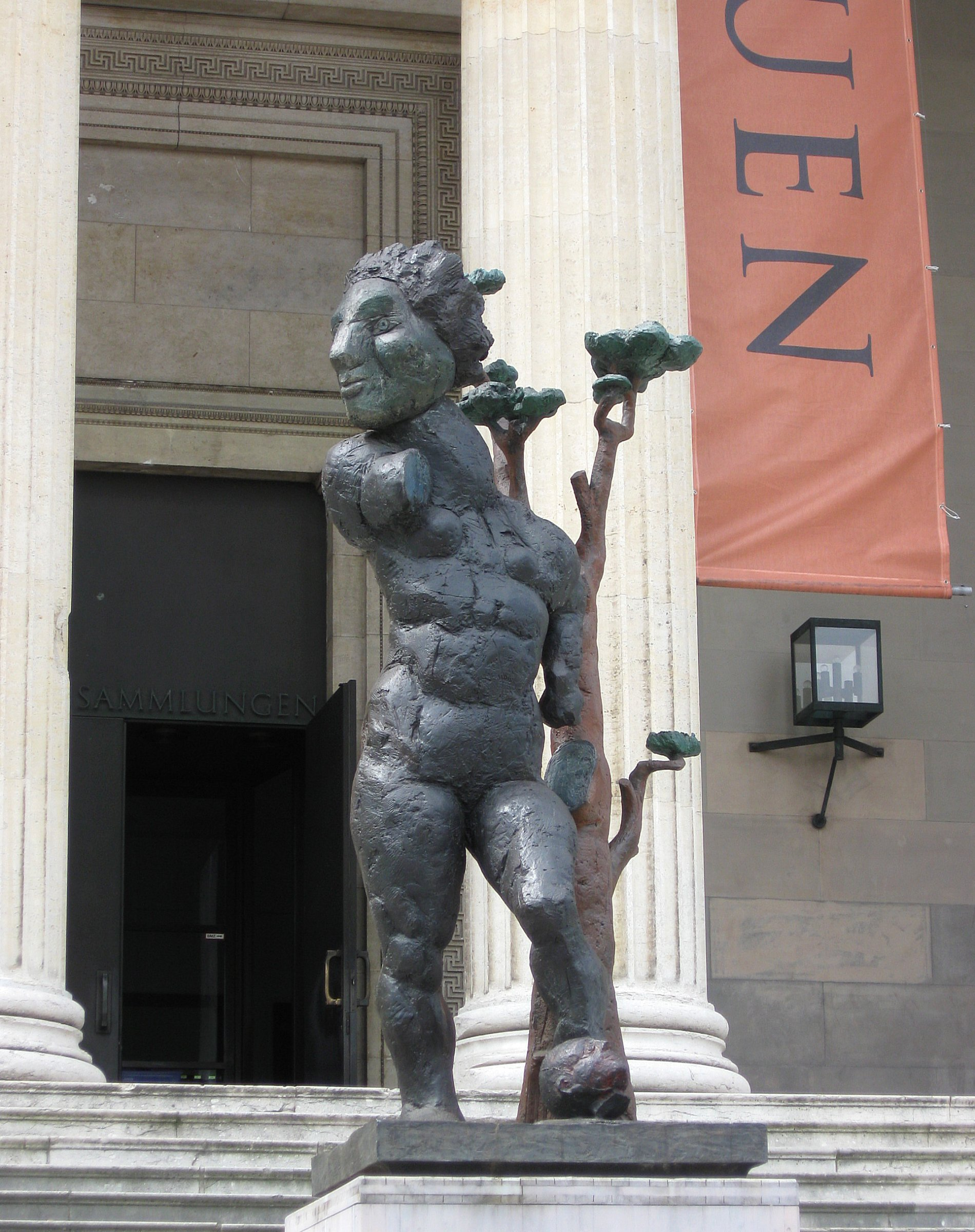
Daphne
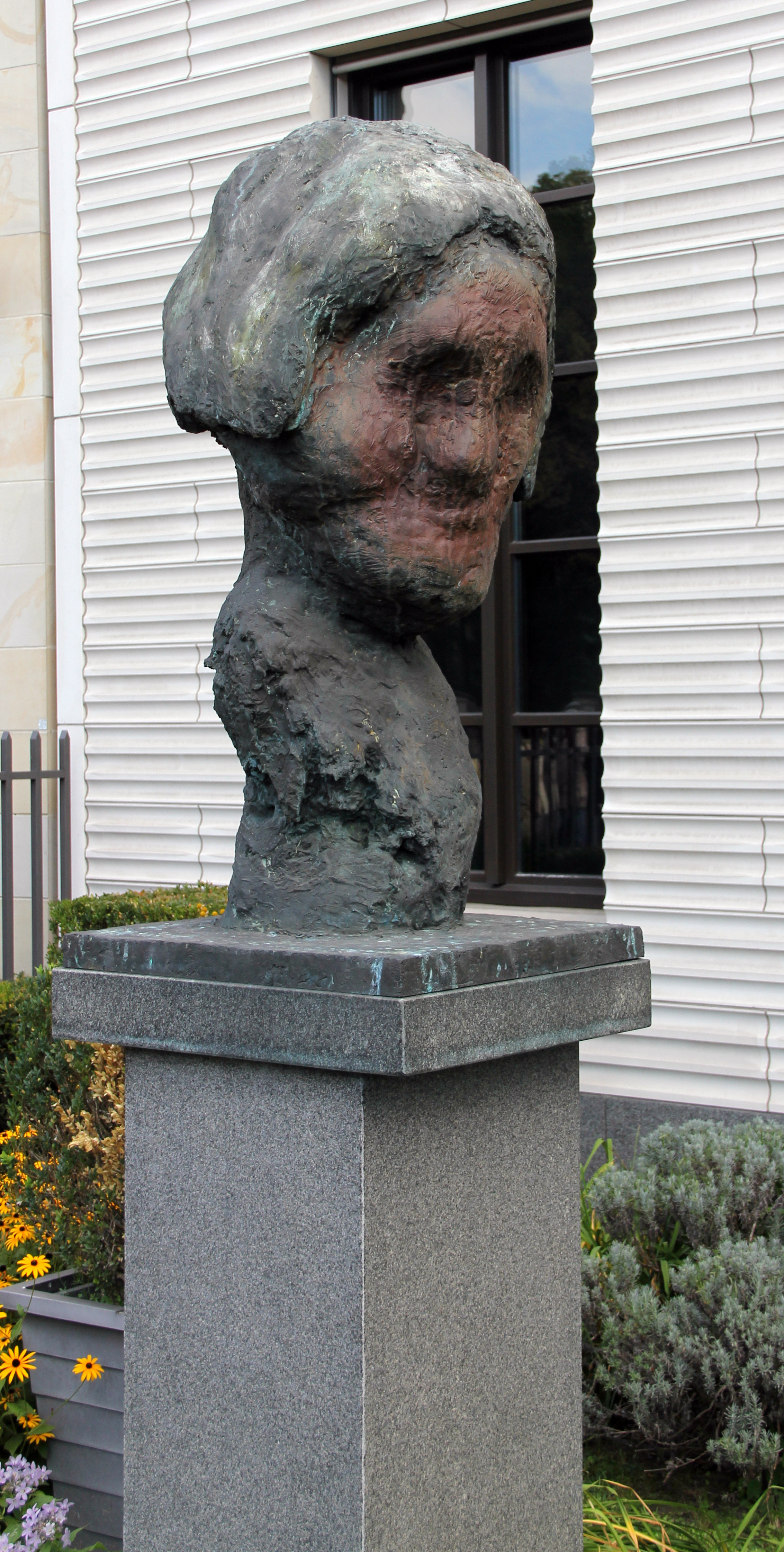
Hommage à Liebermann (Berlin 1997)
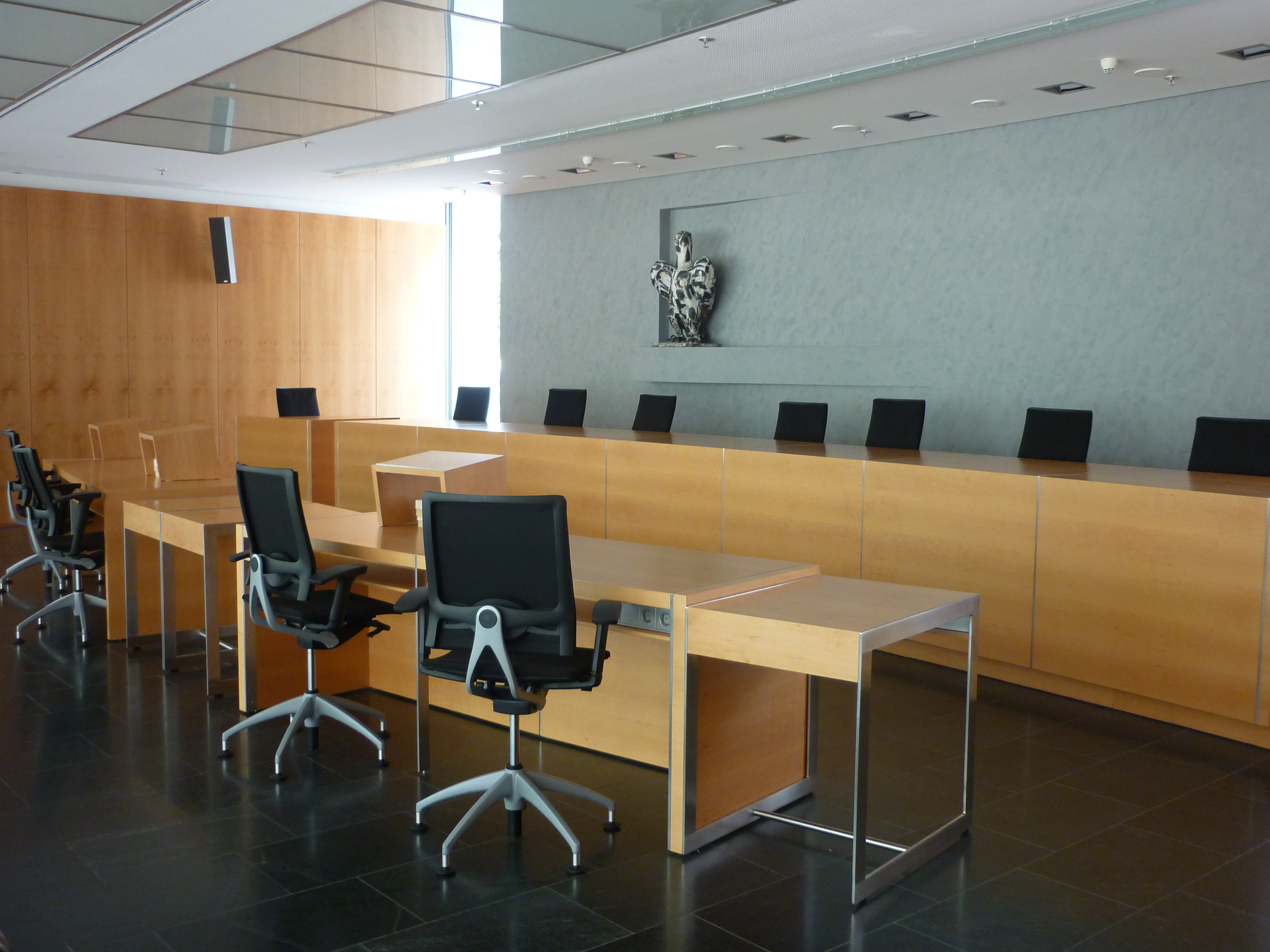
Adler im Sitzungssaal 04 des Bundesgerichtshofs, 2004–2005
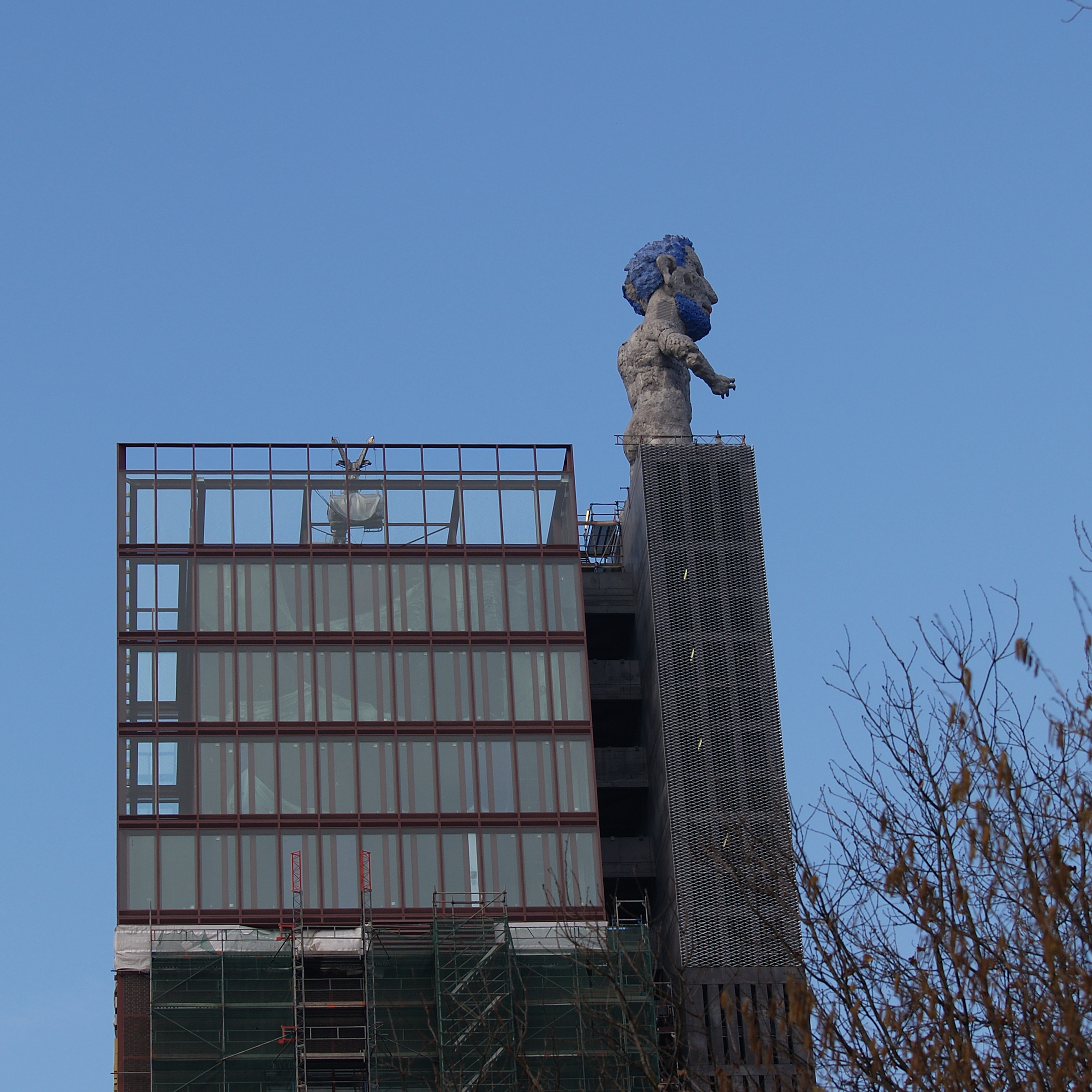
Herkules
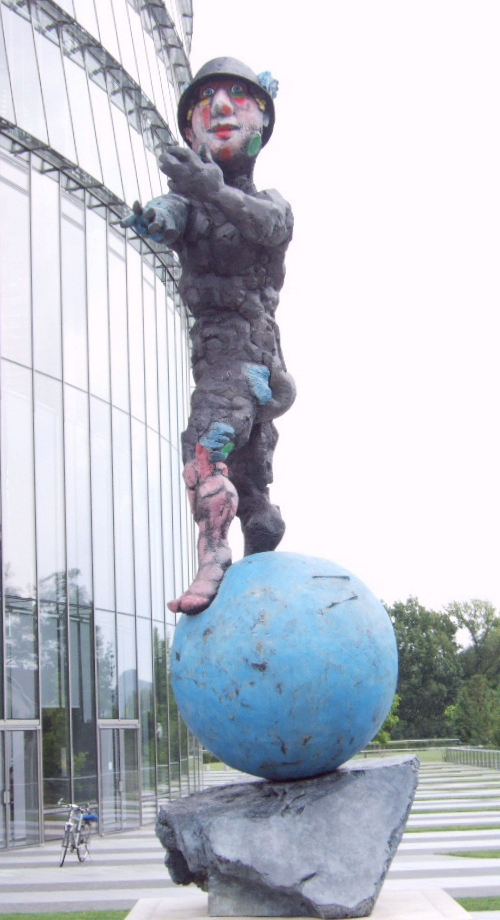
Mercurius
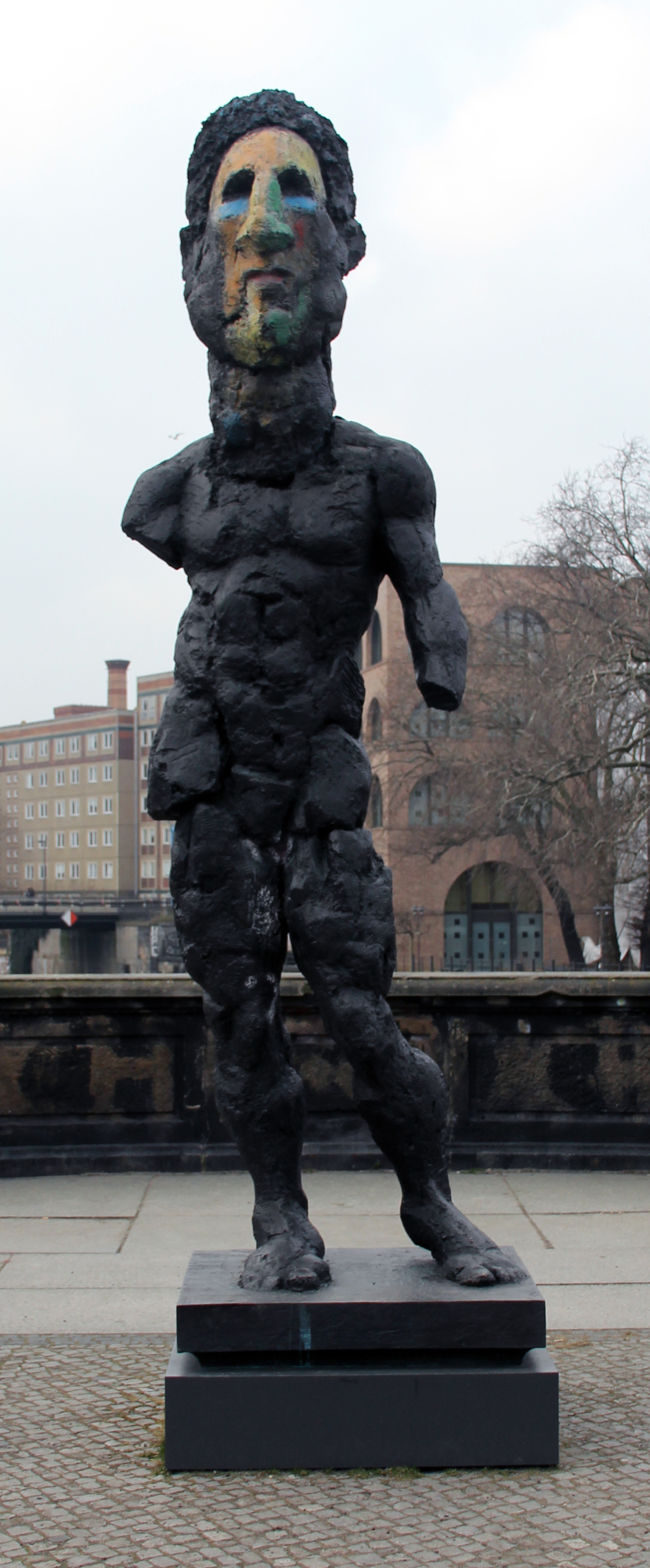
Hektor
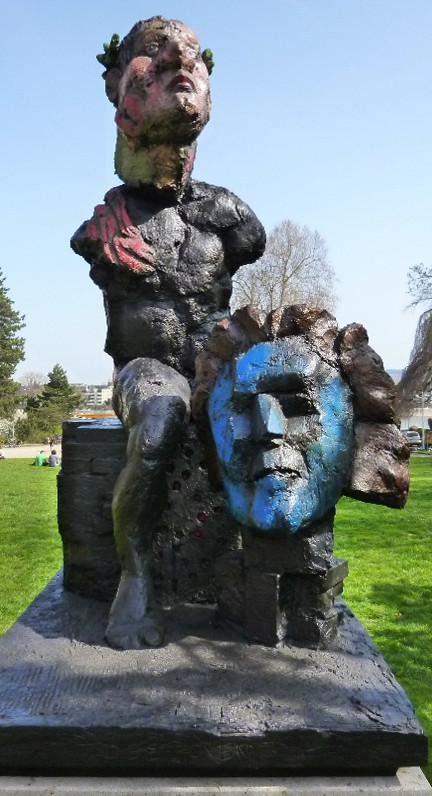
Beethoven
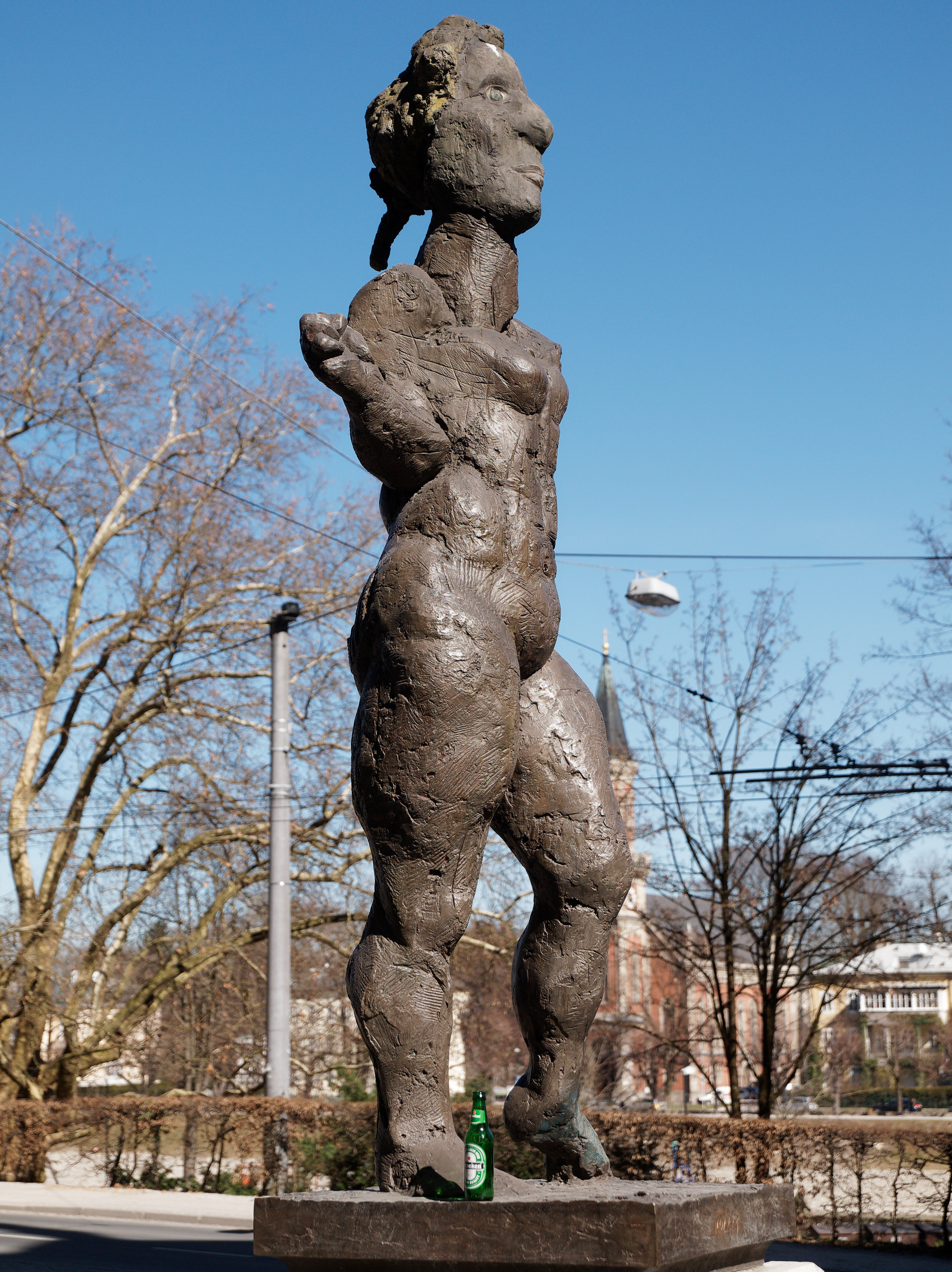
Mozart – eine Hommage in Salzburg
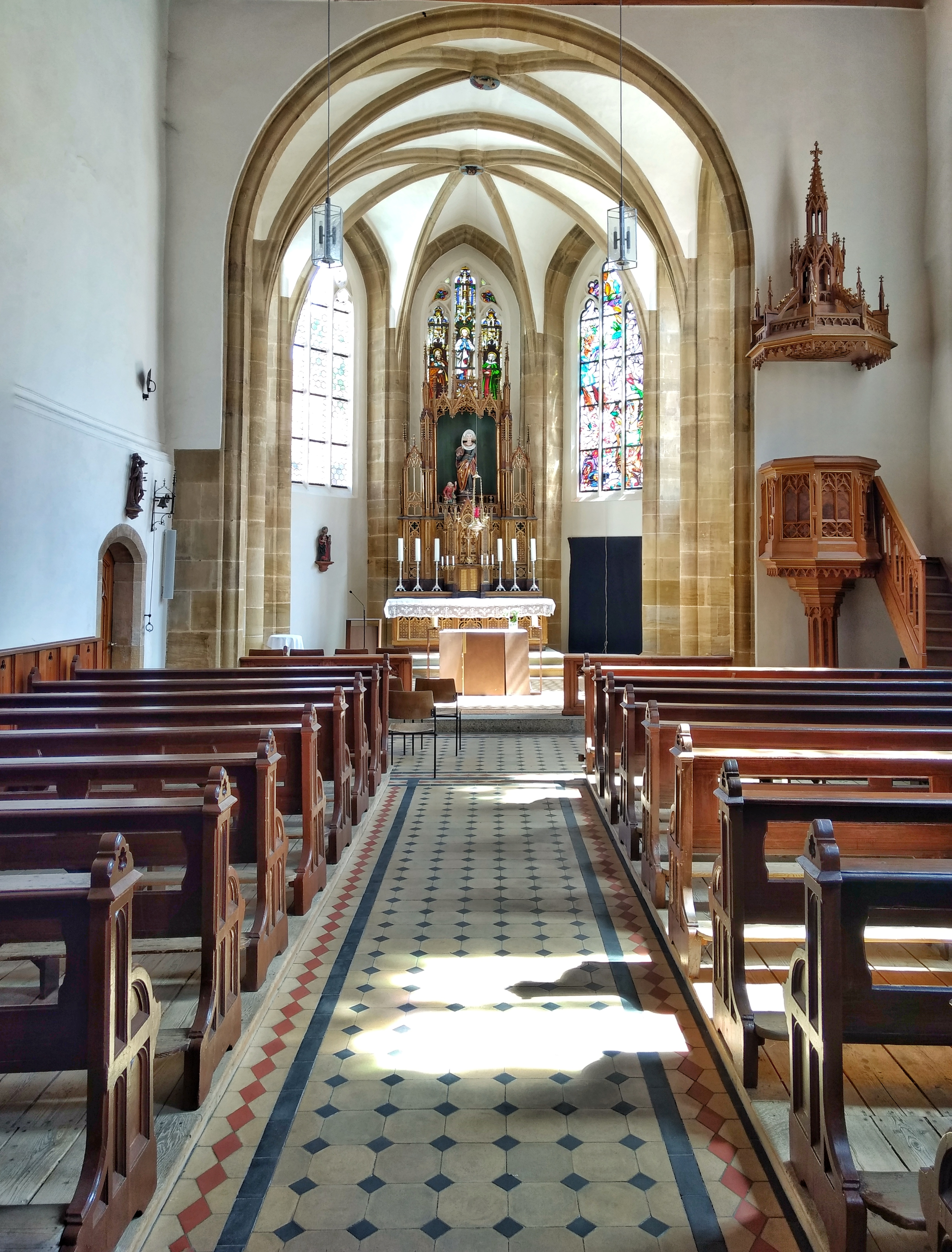
Zwei Fenster hinter dem Hochaltar der Elisabethenkapelle in Bamberg

## Ausstellungen und Museen
Eine erste Ausstellung veranstaltete die Galerie Michael Werner 1968. 1973 folgte eine Werkübersicht in der Staatlichen Kunsthalle Baden-Baden. Die Kunsthalle Bern zeigte 1977 Dithyrambische und Stil-Malerei. Im selben Jahr trat er von der Teilnahme an der documenta 6 in Kassel zusammen mit Georg Baselitz zurück. Die Maler wollten nicht mit der offiziellen DDR-Kunst gleichgesetzt werden, die damals zum ersten Mal auf der documenta präsentiert wurde. 1982 war er mit Werken auf der documenta 7 in Kassel zu sehen. Ein Jahr später folgte eine Ausstellung im Stedelijk Van Abbemuseum, Eindhoven. 1986 stellte die Städtische Galerie im Lenbachhaus in München Belebte Formen und kalte Malerei. Gemälde und Skulpturen aus. Eine Retrospektive der Gemälde, Skulpturen und Zeichnungen von 1964 bis 1988 folgte 1989 in der Abbaye Saint-André, einem Centre d’Art Contemporain in Meymac. Eine weitere Retrospektive der Jahre 1963 bis 1990 präsentierte das Museo Reina Sofía in Madrid 1991.
Es folgten in den 1990er Jahren zahlreiche weitere Ausstellungen im Kunstmuseum Bonn, im Palais Liechtenstein in Wien, im Reuchlinhaus in Pforzheim, in der Galerie der Stadt Stuttgart, eine Ausstellungstournee der Bronzen durch die Städtische Kunsthalle Mannheim, die Städtischen Kunstsammlungen Augsburg und das Gerhard-Marcks-Haus Bremen, die Ausstellung Der mediterrane Mythos im Museum für Moderne Kunst Bozen, eine thematische Werkschau 1996 in der Kunstsammlung Nordrhein-Westfalen in Düsseldorf, 1997 eine Ausstellung der Gemälde im Stedelijk Museum in Amsterdam sowie später weitere Ausstellungen in der Kunsthalle der Hypo-Kulturstiftung in München, im Von der Heydt-Museum in Wuppertal, eine Skulpturenausstellung in der Lowe Gallery in Atlanta sowie die erstmalige Präsentation der Bilderfolge Monte Santo in der Galerie Michael Werner in Köln. 1999 wurde dann der Zyklus Vanitas in der Zeche Zollverein in Essen und 2000 der Zyklus Vesper im Rahmen der Ausstellung Lost Paradise Lost. Kunst und sakraler Raum in Hannover gezeigt. 2002 folgten Werkschauen im IVAM Centre Julio González in Valencià sowie im Museum Würth in Künzelsau. Die Kunst- und Ausstellungshalle der Bundesrepublik Deutschland in Bonn zeigte 2009/2010 mit der Sonderausstellung Hauptwege und Nebenwege. Eine Retrospektive. Bilder und Skulpturen von 1963 bis 2009 die bislang umfangreichste Einzelausstellung zu Lüpertz. 2010 folgte die Albertina in Wien mit Markus Lüpertz. Metamorphosen der Weltgeschichte. Im Kunstforum Ostdeutsche Galerie, Regensburg, hatte Lüpertz für die Ausstellung Mythos und Metamorphose (2010/2011) alle Bilder und Objekte selbst platziert. Das Horst-Janssen-Museum in Oldenburg zeigt vom 2. März bis zum 3. Juni 2012 unter dem Titel Markus Lüpertz – Sagenhaft Zeichnungen, Druckgrafiken und Plastiken des Künstlers.
Werke von Lüpertz sind in zahlreichen Museen und öffentlichen Sammlungen zu sehen, neben anderen im Kunstmuseum Walter in Augsburg, in der Pinakothek der Moderne in München, im Musée d’Art Moderne et Contemporain de Strasbourg, bei der Overbeckgesellschaft in Lübeck, im Haus der Kunst in München, in der Kunsthalle Baden-Baden, in der Kunsthalle Bern, in der Kunsthalle Düsseldorf, im Landesmuseum München, im Moderna Museet Stockholm, im Musée d’Art et d’Histoire in Genf, im Musée d’Art et d’Industrie in Saint-Etienne, im Musée d’Art Moderne de la Ville de Paris in Paris, in der Nationalgalerie in Berlin, im Palais des Beaux-Arts in Brüssel, im Stedelijk Van Abbemuseum in Eindhoven, im Tel Aviv Museum sowie im Saint Louis Art Museum.

„Der Inhalt ist ein Kommunikationsproblem, dem der Künstler versucht zu entgehen, denn der Betrachter muss den Inhalt des Bildes in sich selber tragen und erfinden. Der Künstler erzeugt lediglich den Defekt, die Wunde, die Krise, aus denen sich die Frage des Inhalts nachgebiert. Der Inhalt, ist er irgendwo erklärt, ist Kompromiss und nicht vom Künstler selbst verantwortet. Er ist aber als Lüge und als Mittel verfügbar und als Leimrute möglich.“

## Kritik am Werk

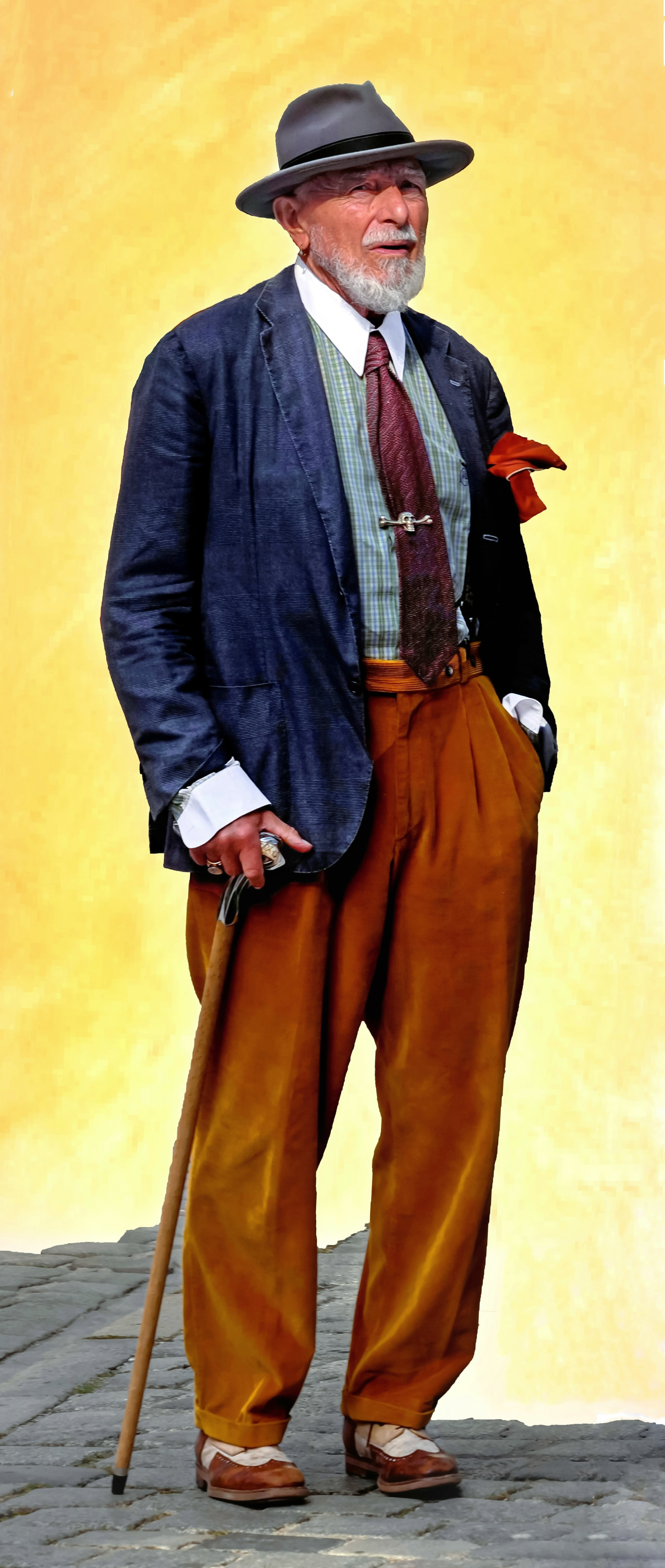
Markus Lüpertz, 2021

Peter Winter kritisierte Lüpertz bereits 1983 als „bramarbasierenden Böhmen“, „gewiefte[n] Selbstdarsteller, Modestenz und Fotoposeur, Meister der Schlenker und Regisseur der Schludrigkeit“. Hans-Joachim Müller bezeichnete ihn 1991 als „Konsul Weyer der Malerei“, dem man „den geliehenen Frack nicht anmerken soll“. Matthias Matussek nannte ihn 1992 einen „Liberace der heftigen Malerei.“ Im August 2005 wurde die Skulptur Mozart – Eine Hommage auf dem Ursulinenplatz in Salzburg von Martin Humer mit rotem Lack angestrichen und gefedert. Er begründete dies: „Wir lassen uns das nicht gefallen. Provokation muss mit Provokation beantwortet werden.“ Die Statue sei „auch eine Art der Pornografie“, und „Mozart so darzustellen, ist eine Abscheulichkeit. Das kann nur ein Psychopath machen.“ Die Mozartskulptur erscheint bei Lüpertz als zwitterhaftes Fabelwesen, der charakteristische Mozart-Zopf hat die Form eines erigierten Penis während Hüfte und Brust weiblich wirken. Das linke Bein ist wie zum Tanzschritt abgespreizt. Die Lippen leuchten rot im weiß geschminkten Gesicht mit einem Schönheitsmal auf der Wange. Es ging Lüpertz dabei nicht um ein Porträt des Komponisten. Er habe sich zu der expressiven Darstellung einer Muse entschlossen, „weil Mozart für mich Musik ist – und die ist weiblich“. Der fehlende Arm der Figur verweist nach Lüpertz auf den hohen ästhetischen Wert des Fragmentarischen in der antiken Plastik und darauf, dass auch Leben und Werk Mozarts Fragment geblieben sei. Sie wurde allerdings auch von Künstlerkollegen kritisiert; so sprach Gerhard Richter in einem Interview von einer „fragwürdige[n] Mozart-Ehrung“, die nur toleriert werde, weil „man lieber die Augen schließt und den Mund hält, bevor man sich als Spießer bezeichnen lässt.“ In Augsburg gab es Kontroversen um die Aphrodite-Plastik für einen Brunnen im Stadtzentrum. Im Juni 2006 wurde in Bamberg seine in der Nähe des Brückenrathauses aufgestellte Skulptur Chillida umgestürzt und dabei schwer beschädigt, der Kopf des Kunstwerkes riss ab. Lüpertz’ Skulpturen wurden gelegentlich auch als „Bazel-Skulpturen“ bezeichnet, da sie an Objekte erinnerten, die Kinder aus nassem Sand formen.
Die große Retrospektive Hauptwege und Nebenwege führte 2009 zu einer weiteren Welle der Kritik. So fragte Julia Voss in der FAZ: „Welche Welt will dieser Fürst regieren? – Seine Bilder sind Lehrbeispiele dafür, wie ein deutscher Künstler zuverlässig in jede Falle tappt, die sich ihm stellt.“ Eine ähnlich kritische Rezension erschien in der „Süddeutschen Zeitung“. Der mit dem Georg-Büchner-Preis ausgezeichnete Dichter Durs Grünbein fragte in Die Zeit, „warum die realistischen Skulpturen von Markus Lüpertz mehr als alle anderen zeitgenössischen Kunstwerke“ provozierten. Grünbein erklärte die Tatsache, dass die Skulpturen so umstritten sind, damit, dass Lüpertz uns konfrontiere mit „einer tief sitzenden Triebhemmung, die regelmäßig durchbricht bei den als grotesk oder hässlich empfundenen, allzu menschlichen Formen. […] Die Figuren des Markus Lüpertz [strahlen] eine so drollige Hoheit und Heiterkeit aus […], weil sie um all das Niedrige und Kleinmenschliche wissen.“ Es sei nicht die schlechteste Aufgabe von Kunst, „Gefäß zu sein für Affekte, die herausgelassen gehören wie die Körpergifte, die man in früheren Zeiten mit dem Aderlass zu drainieren hoffte.“ Hans-Joachim Müller resümierte:

„Man muss das nicht mögen, das bekennerische Genie, den Dandy, seine altdeutsche Maskulinität, den Silberknauf am Gehstock, diese herrische Großmeistertravestie. Aber man sollte darüber nicht blind werden für den eigentlichen Stoff des Epos Lüpertz. Gerade aus dem Abstand […] erweist sich der Bombast von Schöpfer und Schöpfung als Kostümierung einer für die Kultur- und mehr noch Gesellschaftsgeschichte dieses Landes zentralen Idee. Dieses Werk ist von Anfang an auf hochmütige Opposition gegen das kritische Paradigma gerichtet gewesen, wie es die 60er- und 70er Jahre bestimmt hat. Darin liegt seine wahre Bedeutung. Lüpertz war, mehr noch als Baselitz, der Anti-68er, der mitten im minimalistischen Mainstream, als sich die Kunst in Gestalt andrescher Stahlplatten auf den Boden zurückzog, mit donnernder Stimme ausrief: ‚Erhebt euch und seid wieder wer!‘ Und der tatsächliche Tabubruch liegt nicht in der penetranten Vorführung von Motiven wie Soldatenrock und Stahlhelm, die zumindest damals verlässlich das Reiz-Reaktion-Schema bedient haben. Provokant war vielmehr, wie der Maler das finstere Inventar aus seiner bloß kritisch geduldeten Überlebensform befreit, gleichsam die Büchse der Pandora geöffnet und ihren Inhalt an die für nichts und niemanden verantwortliche Kunst übergeben hat.“

## Ehrungen und Mitgliedschaften
- Villa-Romana-Preis, verbunden mit einem einjährigen Aufenthalt in Florenz (1970)
- Preis des Deutschen Kritikerverbandes (1971)
- Vorstandsmitglied im Deutschen Künstlerbund (1973 bis 1975)[77]
- Lovis-Corinth-Preis der Künstlergilde Esslingen (1990)
- IV. International Prize „Julio González“ (2004)
- Doctor honoris causa der Kunstakademie Breslau (2006)
- Ordentliches Mitglied der Nordrhein-Westfälischen Akademie der Wissenschaften und der Künste (2009)
- Internationaler Mendelssohn-Preis zu Leipzig (2013)
- Grand Prix artistique (Skulptur) der Fondation Simone et Cino Del Duca (2015)[78]
- Ehrenbürger von Liberec (2016)[79]

## Veröffentlichungen
- Westwall. Hake, Köln 1969
- Und ich, ich spiele …. Galerie Springer, Berlin 1981
- Ich stand vor der Mauer aus Glas. Galerie Springer, Berlin 1982
- Bleiben Sie sitzen Heinrich Heine. Wiener Secession, Wien 1984
- Tagebuch – New York 1984. Gachnang & Springer, Bern u. Berlin 1984
- Das nächste Beste. Picaron, Amsterdam 1990
- Gedichte. Picaron-Ed., Amsterdam 1991
- Männer ohne Frauen. Kleinheinrich, Münster 1994
- Das Geld – die Kunst. Dt. Apotheker- und Ärztebank, Düsseldorf 2000
- Hommage à Mozart. Brandstätter, Wien 2005
- Fieberblätter. Galerie Christine Hölz, Düsseldorf 2005
- Der Kunst die Regeln geben. Ammann, Zürich 2005
- Totentanz. Kühlen, Mönchengladbach 2006
- Narziß und Echo. Kleinheinrich, Münster 2007
- Der große Fluss. G. H. Holländer, Teltow 2007
- Gott Merkur. G. H. Holländer, Teltow 2007
- Daphne. Insel, Frankfurt, M. 2008
- Ohne Titel (Mozart). Farbserigraphie, 2009
- Das Recht auf Philosophie oder: über die Notwendigkeit, zu philosophieren. König, Köln 2011
- (als Illustrator): Das Grundgesetz, Gütersloh 2012, ISBN 978-3-577-07467-4
- Arkadien. Hirmer, München. 2016, ISBN 978-3-7774-2657-0